# Vilnius
Pour les articles homonymes, voir Vilnius (homonymie), Wilna (homonymie) et Wilno (homonymie).
 (mars 2016).
Si vous disposez d'ouvrages ou d'articles de référence ou si vous connaissez des sites web de qualité traitant du thème abordé ici, merci de compléter l'article en donnant les références utiles à sa vérifiabilité et en les liant à la section « Notes et références ».
Vilnius (prononcé en lituanien /ˈvʲɪlʲnʲʊs/  ; allemand : Wilna ; polonais : Wilno ; russe : Вильнюс, Vilnious, ou Вильна, Vilna ; biélorusse : Вільнюс, Vil'nious, ou Вільня, Vil'nia ; yiddish : ווילנע, Vilné), anciennement Wilno puis Vilna, fondée par le grand-duc Ghédimin, est la capitale de la Lituanie. Avec plus de 574 000 habitants, c'est la ville la plus peuplée du pays.
Principale ville du grand-duché de Lituanie, elle est à l'époque de l'union entre la Lituanie et la Pologne connue sous le nom de Wilno, siège d'une importante université de langue polonaise. Lors des partages de la Pologne, Wilno est annexée par la Russie en 1793 et porte ensuite officiellement le nom russe de Vilna. La ville redevient polonaise en 1920, jusqu'en 1939, où elle revient à la Lituanie à la suite de l'occupation de la Pologne par l'Allemagne et l'URSS.
D'un point de vue architectural, le centre historique de Vilnius n'a pas subi de dégâts majeurs liés aux deux guerres mondiales, et il est intégralement classé au patrimoine mondial de l'UNESCO, notamment le quartier des ambassades avec ses façades typiques des pays du Nord de l'Europe, plutôt colorées et souvent ornées de sculptures. La ville est dominée par les vestiges du château de Vilnius, dont seule subsiste la tour de Ghédimin. Près de celle-ci se trouve le cimetière polonais na Rossie, où se trouve le cœur du maréchal Józef Piłsudski qui gouverna la Pologne de l'entre-deux-guerres.
Avant la Seconde Guerre mondiale, Vilnius était peuplée de l'une des plus grandes communautés juives d'Europe, ce qui lui a valu le surnom de « Jérusalem de Lituanie ».
Après avoir connu l'économie d'État durant un demi-siècle, Vilnius a renoué depuis 1992 avec l'économie de marché, d'où des édifices de verre et d'acier en construction dont la modernité contraste avec les antiques trolleybus et avec les barres d'habitation de béton gris de la banlieue, qui datent de l'époque soviétique et tranchent sur le paysage verdoyant des campagnes environnantes. Néanmoins, il existe toujours des maisons traditionnelles dans ces zones : elles gardent souvent leur aspect d'origine, leurs propriétaires manquant souvent de moyens pour les rénover.
En 2009, Vilnius a été capitale européenne de la culture aux côtés de Linz (Autriche).

## Toponymie

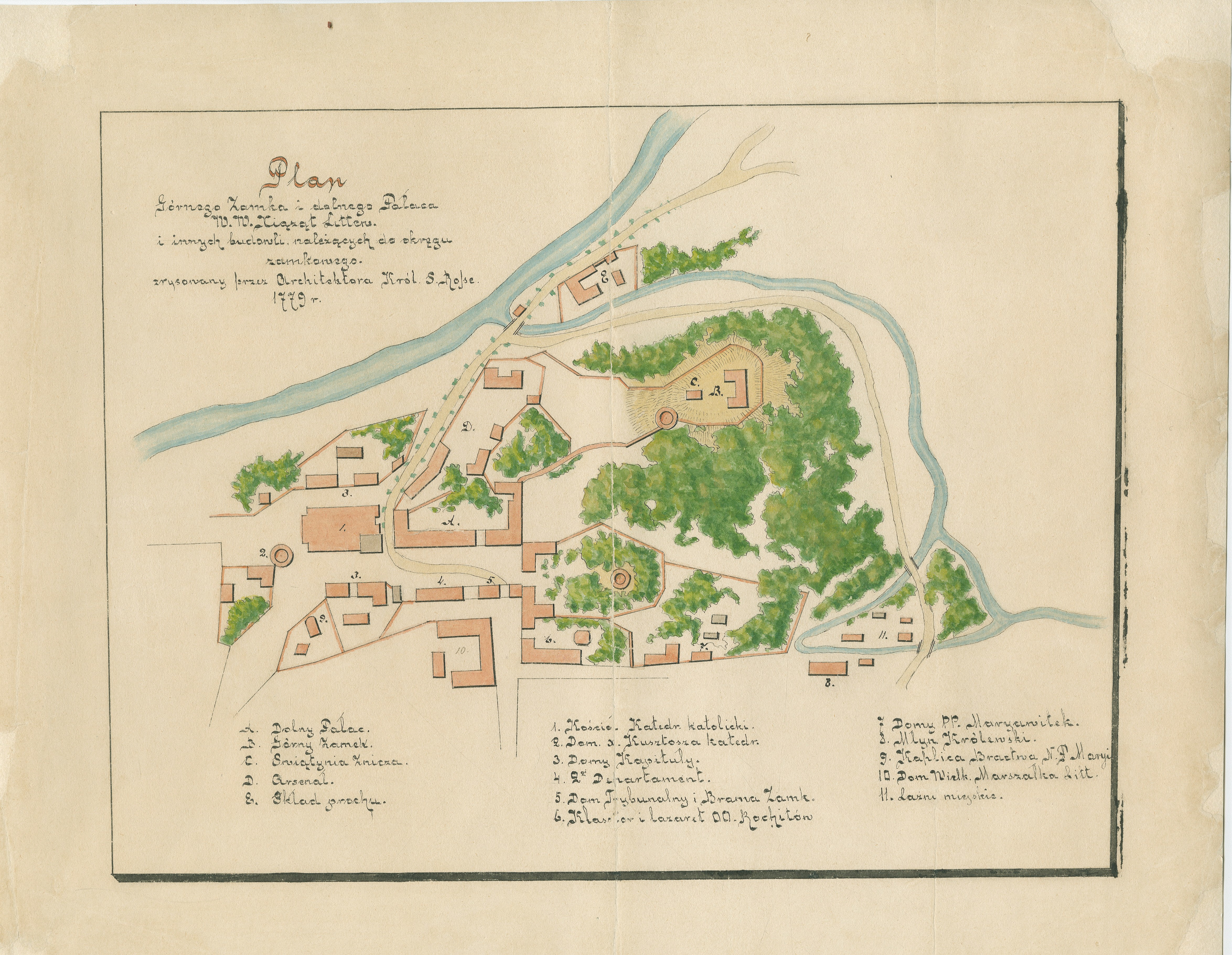
Historiquement, Vilnius s'est développé le long de la Vilnia (à droite), et était délimitée par la Néris (en haut).

Pluriethnique et pluriculturelle,, voire cosmopolite,, la ville a dans son histoire porté plusieurs toponymes. Historiquement, Vilnius était située le long de la rivière qui traverse le centre-ville, la Vilnia,.
Bien que située non loin de la convergence avec la Néris, en lituanien Vilija (Vilia), cette dernière, pourtant deuxième plus grande rivière de Lituanie, délimitait la ville et explique pourquoi elle n'est pas directement à l'origine du toponyme.
En ce sens, d'anciens textes rapportent Vilnius comme la ville sur les rives de la Vilnia, et non de la Néris. Par ailleurs, l'appellation de Vilnius aurait été utilisé pour la première fois dans une correspondance de Ghédimin, en janvier 1323,, année durant laquelle Vilnius est faite capitale de la Lituanie par ce même personnage.
Néanmoins, la Néris comme son affluent partagent une étymologie commune, tous deux liés au lituanien vilnių, signifiant « vagues », ou « clapotis ».
À la suite de l'unification de la Lituanie avec la Pologne au sein de la république des Deux Nations, la ville prend le nom polonisé de Wilno,. Sous domination russe après la chute de l'état polono-lituanien, Wilno est russifié et devient Vilna,,.
À nouveau sous autorité polonaise lors de la république de Lituanie centrale, la ville troque une nouvelle fois son nom pour Wilno en octobre 1920,,. Envahie alors par l'armée rouge, elle reprend pourtant son nom lituanien. Brièvement sous occupation nazie lors de la Seconde Guerre mondiale, Vilnius a également porté le toponyme de Wilna.
Influencée par la culture biélorusse, la ville a pu également porter le nom de Vilnia. Forte d'une importante communauté juive, la ville porte également le toponyme Vilne ou Vilnè en yiddish,,,,,,.

## Histoire
Pour un article plus général, voir Histoire de la Lituanie.

### Chronologie
| Appartenances historiques Grand-duché de Lituanie 1236–1253 Royaume de Lituanie 1253-1263 Grand-duché de Lituanie 1263-1569 République des Deux Nations 1569–1795 Empire russe 1795–1812 Gouvernement général de la Lituanie 1812 Empire russe 1812–1915 Ober Ost 1915–1918 Pologne 1919 République socialiste soviétique de Biélorussie 1919 RSS lituano-biélorusse 1919 Pologne 1920 République de Lituanie 1920 République de Lituanie centrale 1920–1922 Pologne 1922–1939 Union soviétique 1939 République de Lituanie 1939–1940 Union soviétique 1940–1941 Reichskommissariat Ostland 1941–1944 Union soviétique 1944–1991 Lituanie 1991–présent |

- Ier siècle : premières traces d'habitation dans la région de Vilnius[2] ;

- Xe siècle : fondation par les Vikings[3],[9] ;
- 1323 : Vilnius est faite capitale du Grand-duché de Lituanie par Ghédimin ;
- 1385 : la ville passe progressivement sous hégémonie polonaise, et devient Wilno ;
- 1569 : réunie avec la Pologne au sein de la république des Deux Nations, Vilnius perd le statut de capitale au profit de Cracovie, puis de Varsovie ;
- 1795 : passée dans l'Empire russe, Vilna redevient capitale, cette fois-ci localement ;
- 1922 : Vilnius est annexée par la Pologne ;
- 1941 : la Lituanie est sous occupation nazie pendant trois ans ;
- 1944 : Vilnius est capitale de la nouvelle république socialiste soviétique de Lituanie ;
- 1991 : la Lituanie prend son indépendance, et Vilnius en est la capitale ;
- 2009 : Vilnius est désignée capitale européenne de la culture avec Linz.

### Fondation
Vilnius a été fondée sous le règne de Gediminas, Grand-Prince depuis 1316. D'après la légende, il se reposait au cours d'une chasse sur une colline au confluent des rivières Neris et Vilnia. Là, il rêva d'un loup caparaçonné de fer, qui hurlait aussi fort qu'une centaine de loups. Il lui décocha un javelot qui rebondit sur l'animal. Inquiet, il demanda à Lizdeika, son grand-prêtre encore païen, d'interpréter ce présage. « Ce que les dieux ont décidé pour le souverain et pour l'État lituanien peut arriver : le loup de fer se trouve sur une colline sur laquelle seront érigées une forteresse et une ville — la capitale de la Lituanie et la résidence des souverains. La forteresse cependant doit être forte comme le fer, alors sa renommée aura le plus large écho à travers le monde » (en lituanien « à haute voix » et « renommée » s'expriment par le même mot). À cette époque, c'était la superbe Wasserburg, située à l'ouest de Trakai, qui était le siège du souverain.
Telle est la légende. Les archéologues regardent l'histoire démontrable : d'après leurs fouilles, dès le XIe siècle, des hommes s'étaient déjà établis dans cet endroit stratégiquement favorable. Une première mention dans les actes historiques parle de Vilnius comme capitale de la Lituanie en 1323. Cette année-là, le Grand-Prince Gediminas a écrit une lettre en latin dans la capitale de l'époque. Il y recrute des marchands, des gens instruits et des prêtres (c'est-à-dire des étrangers hautement qualifiés) in civitate nostra regia Vilna et il les attire également avec deux Églises et la liberté de religion. Cette tolérance vis-à-vis des différentes croyances religieuses devait marquer longtemps le développement de la ville.

### Union polono-lituanienne

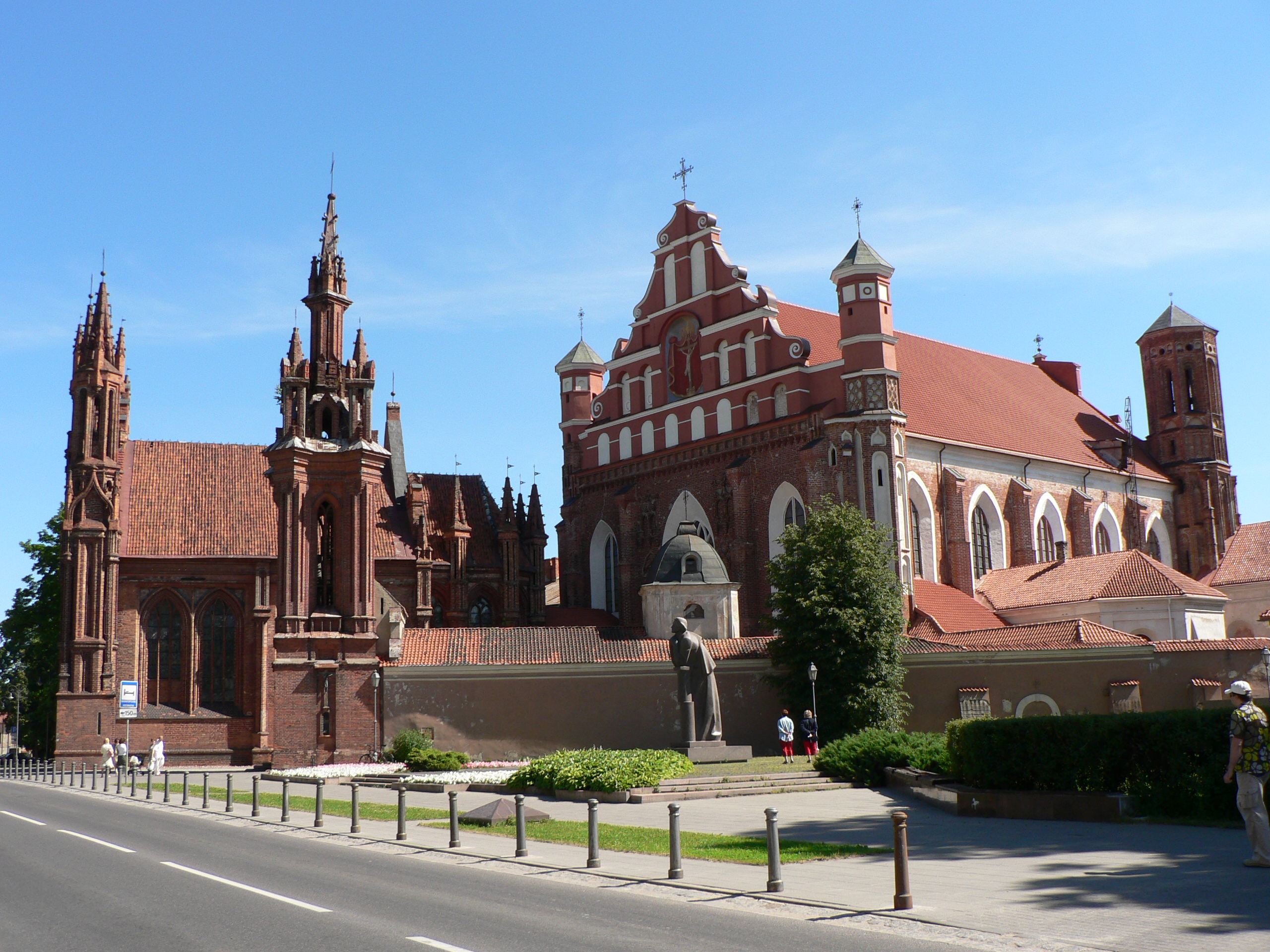
L'église Sainte-Anne vue de côté, jouxtant l'église des Bernardins.

À partir de 1377, l'ambitieux grand-duc Jagellon commence à régner en Lituanie. En 1385, il conclut avec la Pologne l'Union de Krewo, le prix à payer étant la christianisation du pays. Il supprime donc le feu éternel sur la colline de Wilno (nom polonais de Vilnius) et détruit les temples païens qui s'y trouvent. Un an plus tard, en 1386, il se fait baptiser et épouse comme convenu la reine Hedwige de Pologne et, sous le nom de Ladislas II, monte sur le trône de ce nouveau et puissant royaume, unissant la Pologne et la Lituanie : la Rzeczpospolita.
En même temps, le droit de Magdebourg est introduit à Vilnius. La ville connaît une période de grande prospérité économique au XVe siècle. À la suite de l'union polono-lituanienne (1385-1569), la ville, royale, se trouve de plus en plus sous influence polonaise, et la population de la ville devient majoritairement polonaise. D'où les tentatives de Contre-Réforme. Le collège des Jésuites fondé en 1570 dans ce dessein devient en 1579 une université (Alma academia et universitas Vilnensis societatis JESU), avec privilège du roi de Pologne Étienne Bathory et bénédiction du pape Grégoire XII. Avec celles de Prague, Cracovie et Bar, l'université de Vilnius fut longtemps l'une des rares en Europe centrale et de l'Est. En même temps, l'union polono-lituanienne fait venir des populations juives qui participent à la prospérité de Vilnius, qui devient une ville importante pour la culture ashkénaze en Europe du Nord. Elle est surnommée la « Jérusalem de Lituanie » en raison de son importance spirituelle pour le judaïsme, avec, par exemple, le Gaon de Vilna (« génie de Vilna »). Sur le plan économique, le XVIe siècle cependant voit s'amorcer un lent déclin. Le XVIIe siècle est marqué par des conflits (de 1655 à 1661, la ville est occupée par des troupes russes dans le cadre de la guerre russo-polonaise) et des épreuves comme les incendies et la peste.
Jusqu'au XVIIe siècle, les communautés juives de Lituanie, protégées par le grand-duché de Lituanie puis la république des Deux Nations, connaissent la paix et la prospérité, mais à partir de cette époque, les Juifs y subissent des agressions malgré la protection des autorités lituaniennes ou polonaises : 1635, une « émeute d'endettés » détruit la toute nouvelle synagogue de Vilnius et ses dix-huit rouleaux de la loi. À la suite de ces agressions, de 1653 à 1663, diverses interdictions professionnelles sont édictées contre les Juifs.
En 1654, Vilnius est conquise par les Russes puis en 1655 par les Cosaques de Bohdan Khmelnytsky. Presque tous les Juifs sont tués et les survivants sont expulsés de Vilnius ; ils y reviennent après le départ des Cosaques, mais, entre 1702 et 1708, pendant la grande guerre du Nord, la ville est gravement endommagée par les troupes suédoises et près de 20 000 Juifs meurent du fait des combats et de la famine. Des incendies, dans les années 1737, 1745 et 1747, ralentissent la reconstruction. En 1742, les Juifs de Vilnius perdent tous leurs droits et protections.

### Empire russe

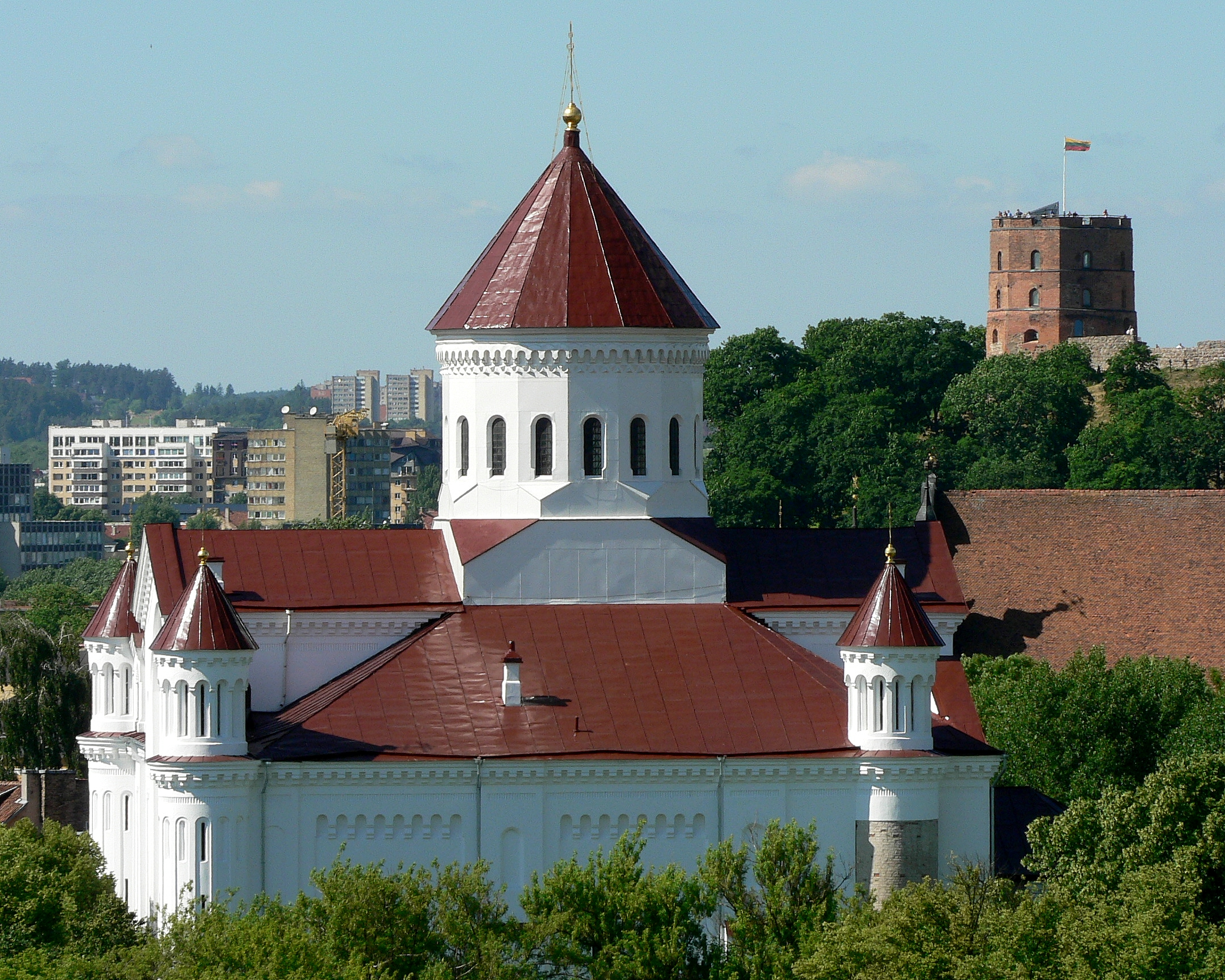
Cathédrale orthodoxe de Vilnius.

De 1795 à 1915 (formellement jusqu'en 1917), la Lituanie (et donc Vilnius, dont le nom officiel en russe est alors Vilna, souvent transcrit Wilna) fait partie de l'Empire russe et devient la capitale provinciale du gouvernement de Lituanie puis, à partir de 1801, du gouvernement de Vilna, où siège un gouverneur général. Le cimetière Sainte-Euphrosyne de Vilnius donne un aperçu de la communauté russe-orthodoxe qui vécut là.
Après la rébellion de la Pologne et de la Lituanie contre la domination russe en 1831, l'université, qui est considérée comme un foyer d'intrigues nationalistes, est fermée l'année suivante par les autorités impériales et le reste jusqu'à la fin de la Première Guerre mondiale. L'antisémitisme se généralise sur fond d'intolérance religieuse et de montée des nationalismes antagonistes russe, polonais, biélorusse et lituanien. Le développement de Vilna (Vilnius) est relativement limité dans le cadre d'une capitale provinciale russe, chef-lieu du gouvernement de Vilna.
Cependant, elle conserve encore une certaine importance régionale, ce qui explique qu'au XIXe siècle encore elle est, avant Minsk, le centre de la vie nationale biélorusse. Les Biélorusses forment en effet la troisième nationalité après les Polonais majoritaires et les Juifs. Les poètes et les écrivains biélorusses les plus importants y publient alors leurs travaux. C'est dans la ville de Vilna également que paraît en 1906 le premier journal en langue biélorusse « Naša Niva ».
En 1896, un homme d'affaires juif, Mattityahu Strashun, lègue ses collections de livres à la communauté juive, créant ainsi la plus grande bibliothèque juive en Europe. Les Juifs constituent à la fin du XIXe siècle la première communauté ethnique de la ville, représentant près de la moitié de la population. Les Juifs de Lituanie sont souvent très pauvres : vers 1900, 30 000 personnes, dont la moitié de Juifs, bénéficient de la soupe populaire de la communauté juive. C'est dans les cercles révolutionnaires juifs de Vilnius, animés d'abord par Aaron Samuel Liberman dans les années 1870, puis par Arkadi Kremer, que nait le mouvement socialiste juif et est créé le Bund en 1897.

### Première Guerre mondiale et entre-deux-guerres

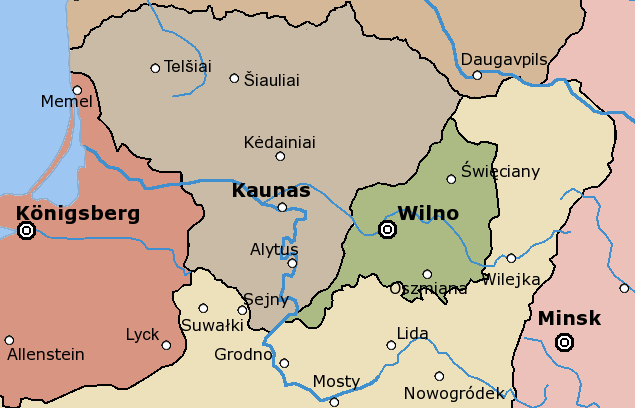
Carte de la Lituanie en 1920. En vert, la république de Lituanie centrale.

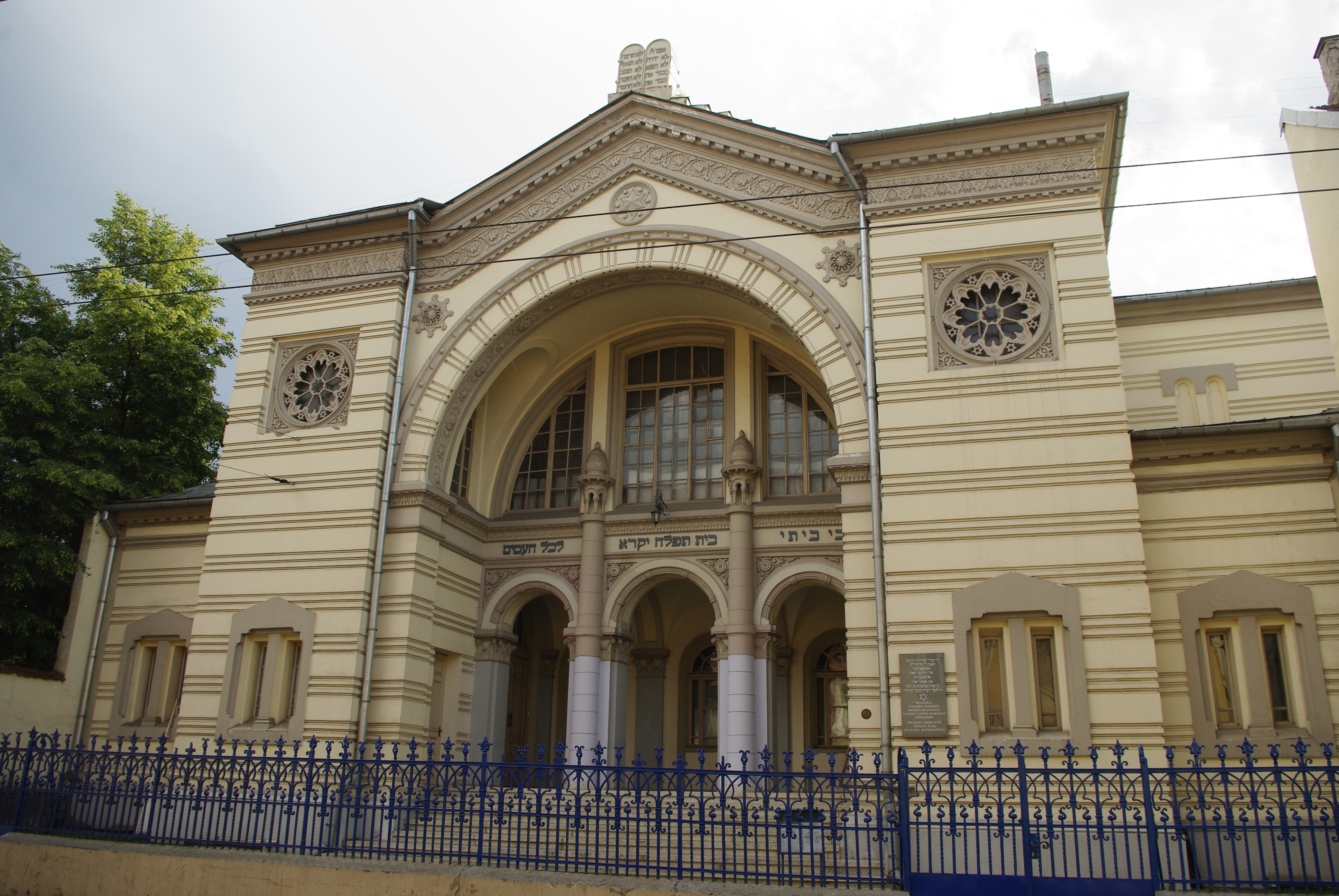
Synagogue chorale de Vilnius (1903), seule synagogue subsistante sur 105.

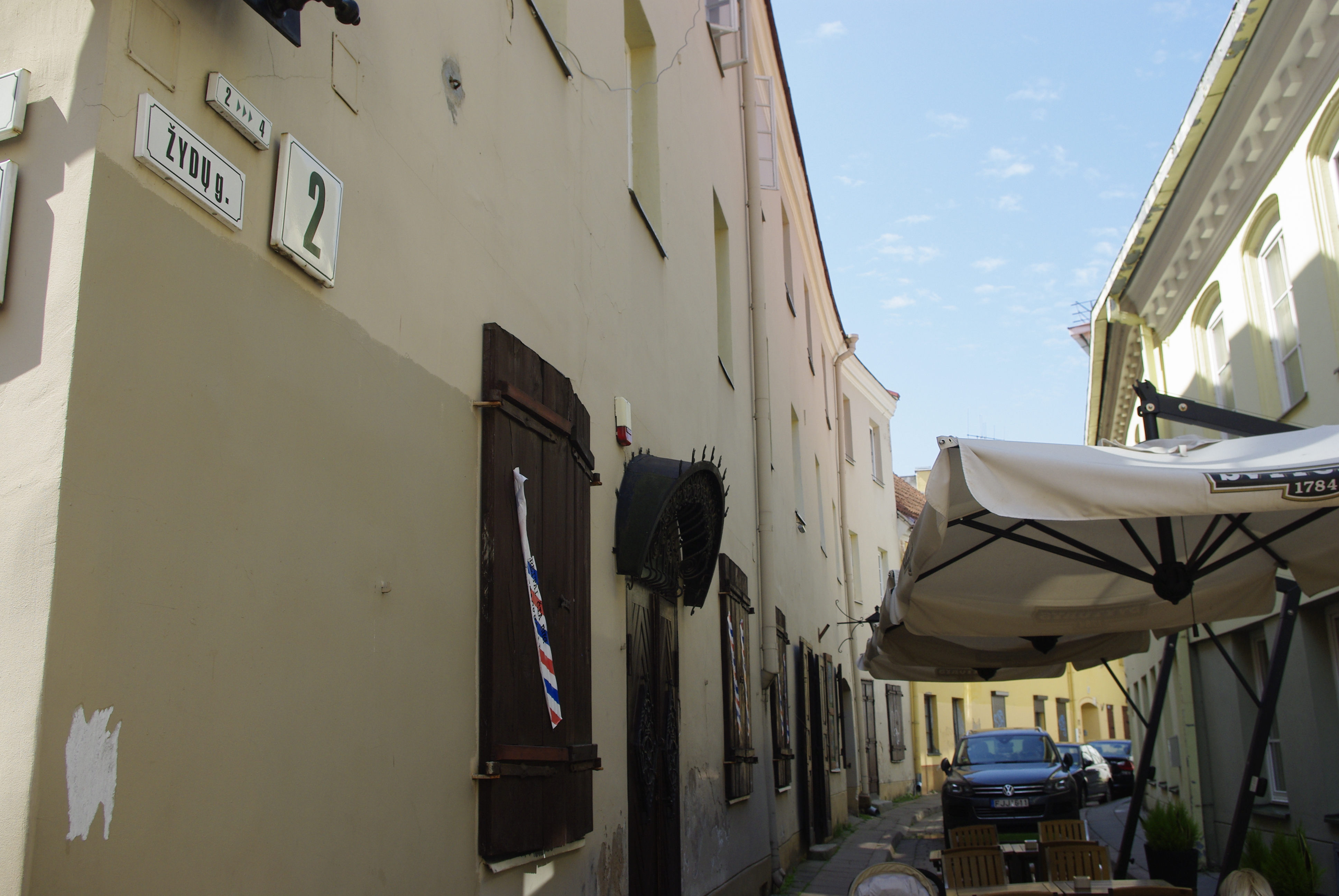
Vestige d'une époque disparue : la rue des Juifs à Vilnius en 2013.

La ville est occupée par l'armée allemande de 1915 à décembre 1918, période durant laquelle elle est intégrée à la juridiction de l'Ober Ost, étant le siège des autorités d'un des Bezirke. C'est sous l'occupation allemande le 16 février 1918 qu'est signée à Vilna (nom russe de Vilnius) l'acte d'indépendance d'une nouvelle république lituanienne, que le pouvoir bolchevik voisin veut attirer dans son orbite.
L'indépendance de la Lituanie ayant été signée sous l'occupation allemande, la ville connaît de graves troubles lorsque les Allemands l'évacuent le 31 décembre 1918 : 1er au 5 janvier 1919, elle est aux mains de forces armées polonaises (les Polonais constituent la moitié de la population de la ville). L'Armée rouge, soutenue par une partie des communautés lituanienne et juive, fait alors son entrée dans la ville dans la journée du 5 janvier 1919 et le militant communiste lituanien Vincas Mickevičius-Kapsukas forme un gouvernement.
Entre le 18 février et le 20 février 1919, la « république socialiste soviétique de Lituanie » se joint à la république socialiste soviétique de Biélorussie. La terreur rouge touche alors principalement les Polonais, majoritaires dans la classe moyenne, la bourgeoisie, l'intelligentsia et le clergé. Le 27 février suivant, les deux républiques soviétiques s'unissent — c'est la Litbel ou république socialiste soviétique lituano-biélorusse — et Vilnius est choisie comme capitale. Cependant, à partir d'avril 1919 (lors de la guerre soviéto-polonaise), des émeutes secouent la ville, dont une partie de la population attend de la Pologne sa délivrance contre la terreur de la Russie bolchévique. Le 19 avril, les troupes polonaises reprennent Wilno (nom polonais de Vilnius). La collaboration d'une partie des militants du Bund avec le bref pouvoir soviétique est imputée à toute la communauté juive — en fait, la majorité de la communauté semble avoir adopté une prudente attitude d'attentisme, mais il y eut aussi des coups de feu tirés sur les troupes polonaises — et devient le prétexte, dans les jours qui suivent, à des pogroms.
Pendant la guerre soviéto-polonaise, la Lituanie n'est pas restée neutre, acceptant la marche de l'Armée rouge à travers son territoire. La base formelle a été fournie par une clause secrète du traité lituano-soviétique du 12 juillet 1920. De plus, les troupes lituaniennes ont agi à certains endroits contre l'armée polonaise. Les Lituaniens avaient déjà imaginé les vastes territoires qui leur reviendraient après la victoire des bolcheviks. Cependant, ils n'étaient pas au courant des plans agressifs de leur allié. Déjà en juillet 1920, quelques jours seulement après la signature du traité, le seul différend au sein du Politburo soviétique était de savoir s'il fallait occuper la Lituanie maintenant ou attendre la victoire finale sur la Pologne. Ainsi, la chute de la Pologne entraînerait également la perte de l'indépendance de la Lituanie. Cependant, la défaite dans les batailles de Varsovie et de Niemen a contrecarré les plans d'expansion bolchevique.
Ainsi, le 20 juillet 1920, les Bolcheviks, appuyés par des Lituaniens, des Biélorusses et des Juifs, reprennent la ville et c'est à nouveau au tour des Polonais de subir le cycle des répressions et des vengeances communautaires.
La question de Vilnius, que les bolcheviks en retraite remettaient aux autorités lituaniennes, restait en suspens. Soucieux des apparences, Piłsudski n'a pas décidé de s'emparer de la ville contestée, ce qui aurait pu créer une impression défavorable. Inspirée par lui, une mutinerie de certaines troupes, principalement de la région de Vilnius, dont le but était de s'emparer de la ville, a été mise en scène. Les formations « rebelles » sous le commandement du général Lucjan Żeligowski occupent Vilnius le 9 octobre 1920, ne rencontrant qu'une résistance branlante du côté lituanien. La contre-offensive lituanienne montée en peu de temps pour reprendre la ville se solda par un échec. Le général Żeligowski a établi un État de Lituanie centrale dans la zone occupée. Piłsudski ne se décide pas immédiatement à annexer ce territoire, faisant comprendre aux Lituaniens qu'ils pourraient obtenir ce territoire au prix d'une fédération avec la Pologne. Cependant, ce n'était pas un prix que les autorités lituaniennes étaient prêtes à offrir. Le rejet par la Lituanie de l'idée d'une fédération a finalement déterminé le sort de Vilnius. En peu de temps, des élections (boycottées par les minorités lituanienne et juive et les milieux biélorusses liés au gouvernement de Kaunas) ont eu lieu au Sejm, dont les membres ont opté sans équivoque pour l'appartenance de la région à la Pologne. L'acte solennel d'incorporation a été signé le 22 avril 1922.
Une fois la paix revenue entre la Pologne et l'URSS (paix de Riga, 1921), Wilno (Vilna en yiddish) retrouve son importance en ce qui concerne la vie culturelle et scientifique juive ashkénaze.
La minorité lituanienne (2% de la population) n'a en ville qu'une seule église où les sermons se font en langue lituanienne (église Saint-Nicolas). La minorité biélorusse (0.5%), quant à elle, reste active avec ses écoles, ses lycées et ses activités culturelles. L'Université Étienne-Bathory (Uniwersytet Stefana Batorego) est durant cette période une des grandes universités polonaises.
En 1931, Vilnius comptait 195 071 habitants, dont 66 % de Polonais, 28 % de Juifs, 4 % de Russes, moins de 1 % de Lituaniens (0,8 %), de plus, la ville était habitée par des Biélorusses, des Allemands, des Tatars et autres. D'autre part, 214 472 personnes vivaient dans le poviat de Vilnius-Trakai (Wilno-Troki, powiat wileńsko-trocki), avec 84 % de Polonais et 7 % de Lituaniens, ainsi que d'autres petits groupes tels que les Biélorusses, les Russes et autres. Dans le même temps, le powiat de Wilno-Troki (Vilnius-Trokai) était le plus grand powiat de la Pologne de l'entre-deux-guerres.

### Seconde Guerre mondiale
En septembre 1939, après l'invasion nazie de la Pologne par l'ouest, l'Armée rouge, en application du protocole secret du pacte Hitler-Staline, procéda à l'invasion de la Pologne orientale qui comprenait Wilno. Prise le 19 septembre, Vilnius fit partie pendant quelques semaines de la république socialiste soviétique de Biélorussie puis, en octobre, fut cédée formellement à la Lituanie, elle aussi occupée par l'Armée rouge le 15 juin 1940, puis annexée à l'URSS, le 3 août 1940 : les administrations de l'État lituanien y sont liquidées et remplacées par des cadres soviétiques, opération dans laquelle 75 000 Lituaniens sont déportés ou tués, et Vilnius devint capitale de la république socialiste soviétique de Lituanie. Il n'y avait à ce moment que 2 % de Lituaniens à Vilnius, le reste étant, dans l'ordre, de souche polonaise, juive et biélorusse. La terreur rouge s'abattit à nouveau, principalement sur les Polonais, mais aussi sur toutes les personnes qui avaient servi l'État polonais (fonctionnaires, forces de l'ordre, enseignants, prêtres, juristes, journalistes) et sur toutes celles qui avaient été propriétaires de terres, de biens de production ou de commerces. Le cycle de violences des années 1915-1920 se remit ainsi en place et des milliers de Polonais de Vilnius subirent la déportation en URSS.
En juin 1941, Vilna comptait entre 200 000 et 220 000 habitants dont 60 % de Polonais, 20 % de Juifs et 15 % de Lituaniens, le recensement a été effectué par des fascistes lituaniens-allemands, il est donc partiellement falsifié et surestime le nombre de Lituaniens, tout en abaissant le nombre de Polonais et de Juifs. Quand, à l'été 1941, la Wehrmacht entra en URSS après l'insurrection de juin, la fin de l'histoire juive à Vilnius était proche. L'occupation allemande de Vilnius commença le 23 juin 1941. Dans la vieille ville, le ghetto de Vilnius fut séparé en deux. Le petit dura jusqu'en octobre 1941 et vit plusieurs dizaines de milliers de Juifs être fusillés dans la forêt de Poneriai (à environ 10 km à l'ouest de la vieille ville) par les Einsatzgruppen. Le deuxième ghetto perdura jusqu'en 1943 et vit les combattants juifs de la Fareynikte Partizaner Organizatsye (FPO) prendre les armes contre les nazis qui se livraient à ce massacre de la population juive. Après la liquidation du ghetto, une partie des membres de la FPO parvient à rejoindre les partisans soviétiques. Les Juifs survivants furent exécutés ou déportés dans des camps de concentration.
Il existe un petit cimetière des prisonniers soviétiques de Vilnius aux abords de la ville, rappelant la mort dans les environs de Vilnius de 4 500 prisonniers de guerre soviétiques exécutés par les forces du Troisième Reich ou morts en camp, dont une partie d'origine biélorusse et lituanienne.
L'armée allemande fut définitivement chassée de Vilnius par les forces soviétiques du troisième front biélorusse le 13 juillet 1944. Elles étaient commandées par le général Tcherniakhovski qui disposait de 200 000 hommes.

### République socialiste soviétique de Lituanie
Après la Seconde Guerre mondiale, le pays fut de nouveau annexé par l'URSS. Vilnius redevint capitale de la république socialiste soviétique de Lituanie. La moitié de la population polonaise restante fut expulsée et de nombreux survivants de la ville, jugés non-fiables ou indésirables par le NKVD, furent déportés au Goulag au début de la deuxième occupation soviétique. La ville se dépeupla encore, et sa croissance démographique ne reprit qu'à partir des années 1960, par la colonisation russe ou biélorusse et surtout par l'exode rural lituanien ou polonais de Biélorussie. Il ne restait alors quasiment rien du judaïsme et pas grand-chose de la culture polonaise de Vilnius.
À l'été 1989, la contestation se faisait déjà sentir : le Sajudis militait dans la clandestinité alors que des étudiants n'hésitaient pas à exposer des panneaux devant la cathédrale sur lesquelles on pouvait lire l'équation CCCR - SS. La société osait remettre en question la domination soviétique.
Le 11 mars 1990, le Conseil suprême de la république socialiste de Lituanie déclara son intention de restaurer l’indépendance du pays. À la suite de cette déclaration, le 9 janvier 1991, les autorités soviétiques envoyèrent à Vilnius Mikhaïl Gorbatchev pour convaincre la population des avantages à rester dans l'URSS, ainsi que des troupes du MVD qui, le 13 janvier suivant, attaquèrent les bâtiments de la radio et de la télévision publiques, tuant 14 personnes et faisant des centaines de blessés.

### Indépendance et république de Lituanie
La Lituanie retrouva son indépendance de fait en août 1991 pendant la dislocation de l'URSS, et de droit le 31 décembre 1991 lors de la dissolution officielle de l'URSS. La reconnaissance internationale de cette indépendance fut facilitée par le fait que ni les États-Unis, ni le Parlement européen,,, ni la Cour européenne des droits de l'homme, ni le Conseil des droits de l'homme de l'ONU n'avaient reconnu l'annexion de la Lituanie par l'URSS ; de plus, la plupart des pays non communistes membres de l'ONU ont continué à reconnaître de jure la Lituanie comme État souverain. Depuis lors, en l'espace de dix ans, Vilnius, ville marquée par le style soviétique, est devenue une ville occidentale et cosmopolite. Dans la vieille ville et le centre, un aménagement dans le cadre du projet Gediminas a en effet jeté les bases d'un quartier moderne de commerces et de bureaux, aux alentours des années 2000, sur les rives de la Neris, grâce auquel Vilnius montre sa volonté de ne plus être un point d'attraction pour les seuls touristes. Jusqu'ici, ce développement n'a plus ou moins concerné que des terrains en jachère ; les vieux quartiers de maisons en bois qui jouxtent la ville au nord étant, pour le moment, encore préservés.
Vilnius s’est rapidement transformée, et la cité s’est affirmée comme une métropole européenne moderne. Beaucoup de ses anciens bâtiments ont été rénovés alors qu’un quartier d’affaires émerge comme le nouveau centre-ville, destiné à devenir, sur la rive nord de la Néris, le centre administratif et économique de la ville. Ce quartier abrite des zones résidentielles et commerciales modernes, ainsi que le nouvel hôtel de ville et l’Europa Tower, plus haute tour du complexe (123 m). La construction du siège de Swedbank est symbolique de l’importance des banques scandinaves à Vilnius. Le complexe « Vilnius Business Harbour » fut construit en 2008, et l’une de ses tours est désormais le cinquième bâtiment le plus haut d’Europe.
En 2009, Vilnius fut choisie pour devenir capitale européenne de la culture conjointement à Linz, capitale de Haute-Autriche. La célébration du Nouvel An 2009, marquant le début des activités culturelles, comprenait des jeux de lumières « visibles depuis l’espace ». En préparation des festivités, le centre historique de la ville fut restauré, et ses monuments principaux rénovés. La crise économique mondiale fit baisser les chiffres du tourisme, ce qui empêcha certains des projets d’être menés à bien, et des accusations de corruption et d’incompétence furent portées à l’encontre des organisateurs, alors que l’augmentation des impôts pour les activités culturelles mena à des émeutes. Aujourd’hui, la population et l’économie de Vilnius sont en rapide croissance, mais les prix aussi, ce qui crée un climat économique provoquant régulièrement des manifestations de protestation.
Les 28 et 29 novembre 2013, Vilnius accueillit le sommet du partenariat oriental dans le palais des grands-ducs de Lituanie. Un grand nombre de chefs d’États et de gouvernements européens, ainsi que des fonctionnaires de haut rang y participèrent. Le 29 novembre, la Géorgie et la Moldavie signèrent un accord d’association et de libre échange avec l’Union européenne. L’Ukraine et l’Arménie, qui avaient précédemment pris l’engagement d’un tel accord, décidèrent, sous la pression russe, de reporter leurs signatures, provoquant ainsi le début d’Euromaidan en Ukraine.

## Géographie

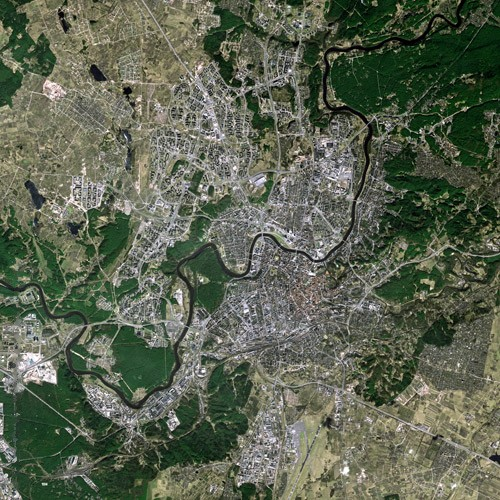
Vilnius vu par le satellite SPOT.

Vilnius est située au sud-est de la Lituanie (54° 41′ N, 25° 17′ E), à la confluence de la Vilnia et de la Néris. Proche de la ville, le centre géographique de l’Europe a été identifié par l’IGN. Le lieu figure au livre Guinness des records comme centre géographique du continent européen, considéré de l'Atlantique à l'Oural.
Vilnus dispose d’eaux souterraines, ce qui lui permet d’éviter l’usage intensif de traitement chimique des eaux de surface des lacs ou des rivières, assurant ainsi à ses habitants l’eau du robinet la plus saine d’Europe.
La ville se trouve à 312 km de la Mer Baltique et de Klaïpeda, premier port du pays. La capitale y est reliée par autoroute, comme pour toutes les grandes villes du pays : Kaunas (102 km), Šiauliai (214 km) et Panevėžys (135 km). La position excentrée de la capitale est imputable aux nombreuses évolutions du tracé des frontières au cours des siècles : Vilnius fut au centre culturel et géographique du grand-duché de Lituanie.
La ville s’étend actuellement sur une superficie de 402 km2. Les constructions occupent 29,1 % de cette superficie, les espaces verts 68,8 %, et les étendues et cours d’eau 2,1 %.

## Population

### Composition historique
(mars 2016).
- 1897 : Selon le premier recensement de l’Empire russe, la population de Vilnius s’élève à 154 500 habitants en 1897. La majorité de la population se compose de Juifs (61 847 individus) et de Polonais (47 795). Les autres groupes sont les Russes, les Ukrainiens et les Biélorusses (37 992 pour les trois ethnies), les Lituaniens (3 131), les Allemands (2 170) et les Tatars (772).
- 1916 : D’après le recensement de l’occupant allemand du 14 décembre 1916, Vilnius compte 138 794 habitants, soit 53,67 % de Polonais (74 466), 41,45 % de Juifs (57 516), 2,09 % de Lituaniens (2 909), 1,59 % de Russes (2 219), 0,63 % d’Allemands (880), 0,44 % de Biélorusses (644), et 0,13 % d’autres ethnies.
- 1923 : 167 545 habitants, dont 100 830 Polonais et 55 437 Juifs.
- 1931 : 196 345 habitants. Selon le recensement du 9 décembre 1931, les Polonais représentent jusqu’à 65,9 % de la population totale de Vilnius (128 600), les Juifs 28 % (54 600), les Russes 3,8 % (7 400), les Biélorusses 0,9 % (1 700), les Lituaniens 0,8 % (1 576), les Allemands 0,3 % (600), les Ukrainiens 0,1 % (200), les 0,2 % restants regroupant d’autres ethnies. La même année, la Voïvodie de Vilnius compte 1 272 851 habitants, dont 511 741 utilisent le polonais pour communiquer (et où beaucoup de Biélorusses vivent).
- 1959 : Le recensement soviétique dénombre 236 000 Vilnois, dont 34 % (79 400) se déclarent Lituaniens, 39 % (69 400) Russes, 20 % (47 200) Polonais, 7 % (16 400) Juifs et 6 % (14 700) Biélorusses.
- 1989 : Le recensement soviétique fait état d’une population de 576 700 habitants, dont 50,5 % de Lituaniens (291 500), 20 % de Russes, 19 % de Polonais et 5 % de Biélorusses.
- 2001 : L’institut régional de statistiques de Vilnius recense 542 287 habitants, dont 57,8 % de Lituaniens, 18,7 % de Polonais, 14 % de Russes, 4 % de Biélorusses, 1,3 % d’Ukrainiens et 0,5 % de Juifs ; les autres refusant de répondre ou indiquant d’autres appartenances.
- 2011 : Vilnius est peuplée de 128 ethnies différentes, qui en font la ville la plus cosmopolite du pays.

### Évolution ethnique
| Année                 | Lituaniens | Lituaniens | Polonais | Polonais | Russes | Russes | Juifs  | Juifs  | Autres | Autres | Total   |
| --------------------- | ---------- | ---------- | -------- | -------- | ------ | ------ | ------ | ------ | ------ | ------ | ------- |
| 1897                  | 3 131      | 2 %        | 47 795   | 30 %     | 30 967 | 20 %   | 61 847 | 40 %   | 10 792 | 7 %    | 154 532 |
| 1931[réf. nécessaire] | 1 579      | 0,8 %      | 128 600  | 65,5 %   | 7 400  | 3,8 %  | 54 600 | 27,8 % | 4 166  | 2,1 %  | 196 345 |
| 1959                  | 79 400     | 34 %       | 47 200   | 20 %     | 69 400 | 29 %   | 16 400 | 7 %    | 23 700 | 10 %   | 236 100 |
| 2001                  | 318 510    | 57,5 %     | 104 446  | 18,9 %   | 77 698 | 14,1 % | 2 770  | 0,5 %  | 50 480 | 9,1 %  | 553 904 |
| 2011[réf. nécessaire] | 337 000    | 63,2 %     | 88 380   | 16,5 %   | 64 275 | 12 %   | N/A    | N/A    | 45 976 | 8,6 %  | 535 631 |
| 2021                  | 373 511    | 67,1 %     | 85 438   | 15,4 %   | 53 886 | 9,7 %  | N/A    | N/A    | 43 655 | 7,8 %  | 556 490 |

### Évolution numérique
| Année      | 1796   | 1811   | 1818   | 1859   | 1875   | 1897    | 1909    | 1916    | 1919    | 1923    | 1931    | 1939    | 1941    |
| ---------- | ------ | ------ | ------ | ------ | ------ | ------- | ------- | ------- | ------- | ------- | ------- | ------- | ------- |
| Population | 17 500 | 56 300 | 33 600 | 58 200 | 82 700 | 154 500 | 205 200 | 140 800 | 128 500 | 167 400 | 195 100 | 209 400 | 270 000 |

| Année      | 1944    | 1959    | 1970    | 1979    | 1985    | 1989    | 2001    | 2002    | 2003    | 2004    | 2005    | 2006    | 2007    |
| ---------- | ------- | ------- | ------- | ------- | ------- | ------- | ------- | ------- | ------- | ------- | ------- | ------- | ------- |
| Population | 110 000 | 236 100 | 372 100 | 481 000 | 544 400 | 576 700 | 554 281 | 550 924 | 550 213 | 548 729 | 546 773 | 542 525 | 541 732 |

| Année      | 2008    | 2009    | 2010    | 2011    | 2012    | 2013    | 2014    |
| ---------- | ------- | ------- | ------- | ------- | ------- | ------- | ------- |
| Population | 541 596 | 542 969 | 543 191 | 536 127 | 533 279 | 537 152 | 539 939 |

## Administration
La ville est dirigée par la Municipalité de Vilnius, qui inclut la ville de Grigiškės, trois villages et quelques zones rurales. Un conseil municipal de 51 membres est élu tous les quatre ans. Les candidats se présentent de façon indépendante ou depuis leur parti. Le conseil municipal élit le maire, 4 députés-maires et un greffier lors sa première réunion. En avril 2011, les Vilnois élurent Artūras Zuokas, dont la coalition de candidats indépendants gagna 12 sièges au sein du conseil. Žydrūnas Savickas, l’homme le plus fort du monde, Rūta Vanagaitė, directrice du projet « Soviet Bunker » et Darius Maskoliūnas, entraineur de l’équipe de basket-ball BC Lietuvas Rytas, sont des membres notoires du conseil municipal.
Les arrondissements (seniūnijos) recoupent les principaux quartiers de Vilnius :
1. Verkiai
2. Antakalnis
3. Pašilaičiai
4. Fabijoniškės
5. Pilaitė
6. Justiniškės
7. Viršuliškės
8. Šeškinė
9. Šnipiškės
10. Žirmūnai
11. Karoliniškės
12. Žvėrynas
13. Grigiškės
14. Lazdynai
15. Vilkpėdė
16. Naujamiestis

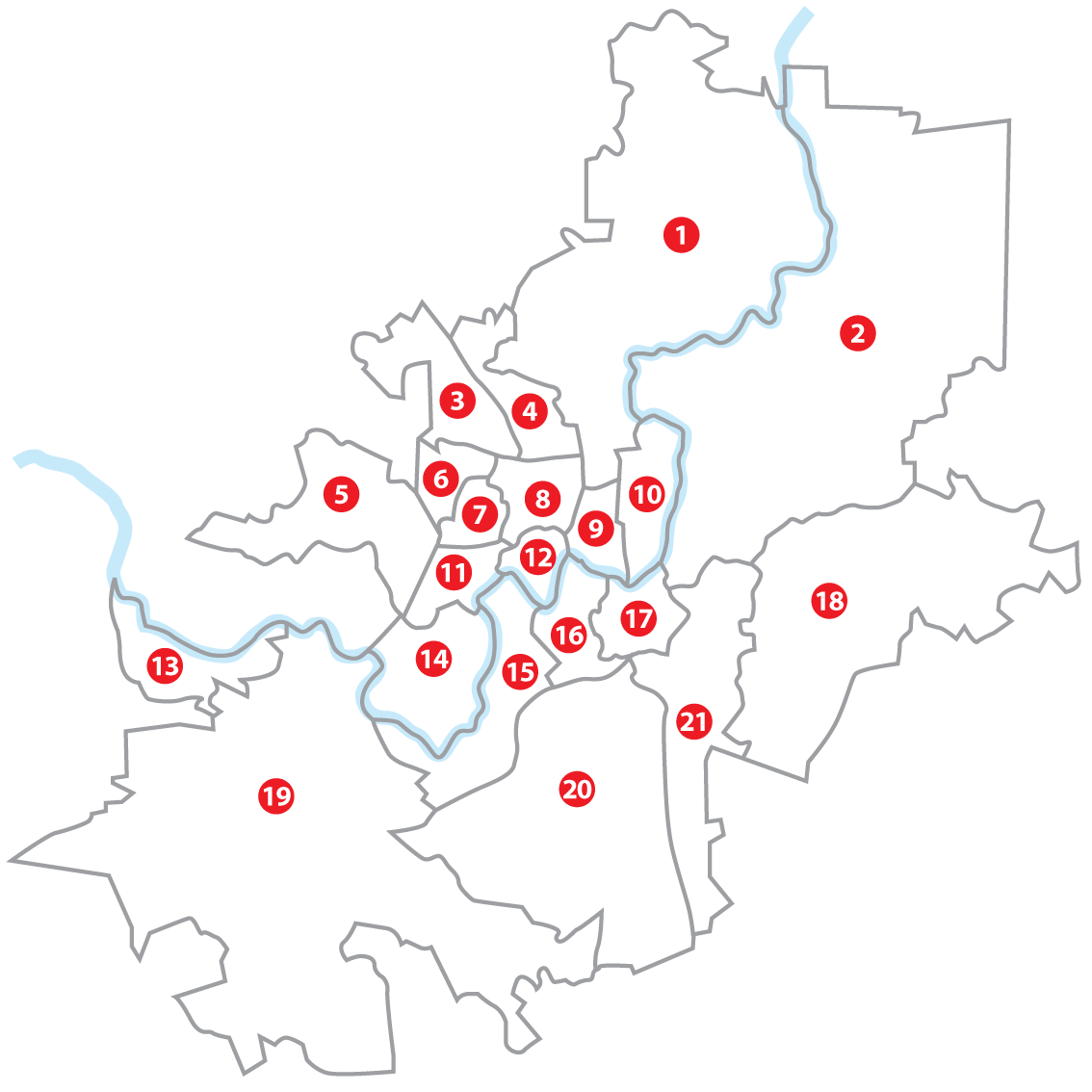
Carte des seniūnijos de Vilnius. Les numéros correspondent à la liste ci-contre.

17. Senamiestis (vieille ville) — inclus Užupis
18. Naujoji Vilnia
19. Paneriai
20. Naujininkai - inclus l'aéroport international de Vilnius

Vue panoramique de la ville.

21. Rasos

## Climat
Vilnius connaît un climat continental humide. Des relevés de températures y sont effectués depuis 1777. La température moyenne à l’année est de 6,1 °C. En janvier, elle est de −4,9 °C et en juillet, 17 °C. Les précipitations moyennes s’élèvent à 661 millimètres par an.
Les étés peuvent être chauds, avec des températures supérieures à 30 °C la journée. La vie nocturne bat son plein à cette période de l’année, les bars, restaurants et cafés sont très fréquentés durant la journée.
Les hivers peuvent être très froids, les températures dépassant rarement 0 °C, et pouvant descendre jusqu’à −20 °C ou −30 °C. Les rivières et les lacs de la région gèlent en surface. La pêche sur glace devient alors un passe-temps populaire.
- Température record la plus froide : −37,2 °C (janvier 1940)
- Température record la plus chaude : 35,4 °C (jul 1959)
- Nombre moyen de jours avec de la neige dans l'année : 86
- Nombre moyen de jours de pluie dans l'année : 162
- Nombre moyen de jours avec de l'orage dans l'année : 23
- Nombre moyen de jours avec tempête de neige dans l'année : 16

| Mois                                        | jan.       | fév.       | mars       | avril      | mai       | juin      | jui.      | août      | sep.      | oct.       | nov.       | déc.       | année      |
| ------------------------------------------- | ---------- | ---------- | ---------- | ---------- | --------- | --------- | --------- | --------- | --------- | ---------- | ---------- | ---------- | ---------- |
| Température minimale moyenne (°C)           | −6,7       | −6,9       | −3,5       | 2,1        | 7,3       | 10,6      | 12,9      | 12,1      | 7,8       | 3,5        | −1,1       | −5,3       | 2,7        |
| Température moyenne (°C)                    | −4,1       | −3,9       | 0,1        | 6,9        | 12,8      | 15,6      | 17,9      | 17        | 12        | 6,7        | 1,2        | −2,8       | 6,6        |
| Température maximale moyenne (°C)           | −1,8       | −1,1       | 3,8        | 12,1       | 18,4      | 20,9      | 23,2      | 22,4      | 16,6      | 10,2       | 3,3        | −0,7       | 10,6       |
| Record de froid (°C) date du record         | −37,2 1940 | −35,8 1956 | −29,6 1964 | −14,4 1931 | −4,4 1995 | 0,1 1928  | 3,5 1977  | 1 1966    | −4,8 1986 | −14,4 1956 | −22,8 1890 | −30,5 1978 | −37,2 1940 |
| Record de chaleur (°C) date du record       | 11 2007    | 14,4 1990  | 19,8 1990  | 29 2012    | 31,8 1931 | 34,2 2019 | 35,4 1959 | 34,9 1992 | 33,1 2015 | 24,5 1942  | 15,5 2002  | 10,5 1960  | 35,4 1959  |
| Ensoleillement (h)                          | 36         | 71         | 117        | 164        | 241       | 231       | 219       | 217       | 140       | 94         | 33         | 25         | 1 588      |
| Précipitations (mm)                         | 48         | 37         | 42         | 42         | 64        | 75        | 92        | 73        | 61        | 56         | 46         | 53         | 688        |
| Record de pluie en 24 h (mm) date du record | 21 2008    | 27 1960    | 22 1927    | 36 1959    | 89 1945   | 62 1985   | 85 2007   | 85 2005   | 54 1992   | 30 1912    | 32 1960    | 31 2003    | 89 1945    |
| Nombre de jours avec précipitations         | 11         | 9          | 11         | 13         | 14        | 15        | 15        | 13        | 15        | 16         | 15         | 13         | 160        |
| Humidité relative (%)                       | 87         | 84         | 77         | 69         | 67        | 72        | 74        | 75        | 80        | 84         | 89         | 89         | 79         |
| Nombre de jours avec neige                  | 18         | 17         | 12         | 4          | 0,2       | 0         | 0         | 0         | 0,1       | 2          | 9          | 17         | 79         |
| Nombre de jours d'orage                     | 0,03       | 0,1        | 0,2        | 1          | 4         | 5         | 5         | 4         | 1         | 0,3        | 0,1        | 0,1        | 21         |
| Nombre de jours avec brouillard             | 5          | 4          | 4          | 2          | 2         | 2         | 2         | 3         | 5         | 5          | 7          | 6          | 47         |

| Diagramme climatique                                  |            |           |           |           |            |            |            |           |           |           |            |
| J                                                     | F          | M         | A         | M         | J          | J          | A          | S         | O         | N         | D          |
| −1,8−6,748                                            | −1,1−6,937 | 3,8−3,542 | 12,12,142 | 18,47,364 | 20,910,675 | 23,212,992 | 22,412,173 | 16,67,861 | 10,23,556 | 3,3−1,146 | −0,7−5,353 |
| Moyennes : • Temp. maxi et mini °C • Précipitation mm |            |           |           |           |            |            |            |           |           |           |            |

## Culture

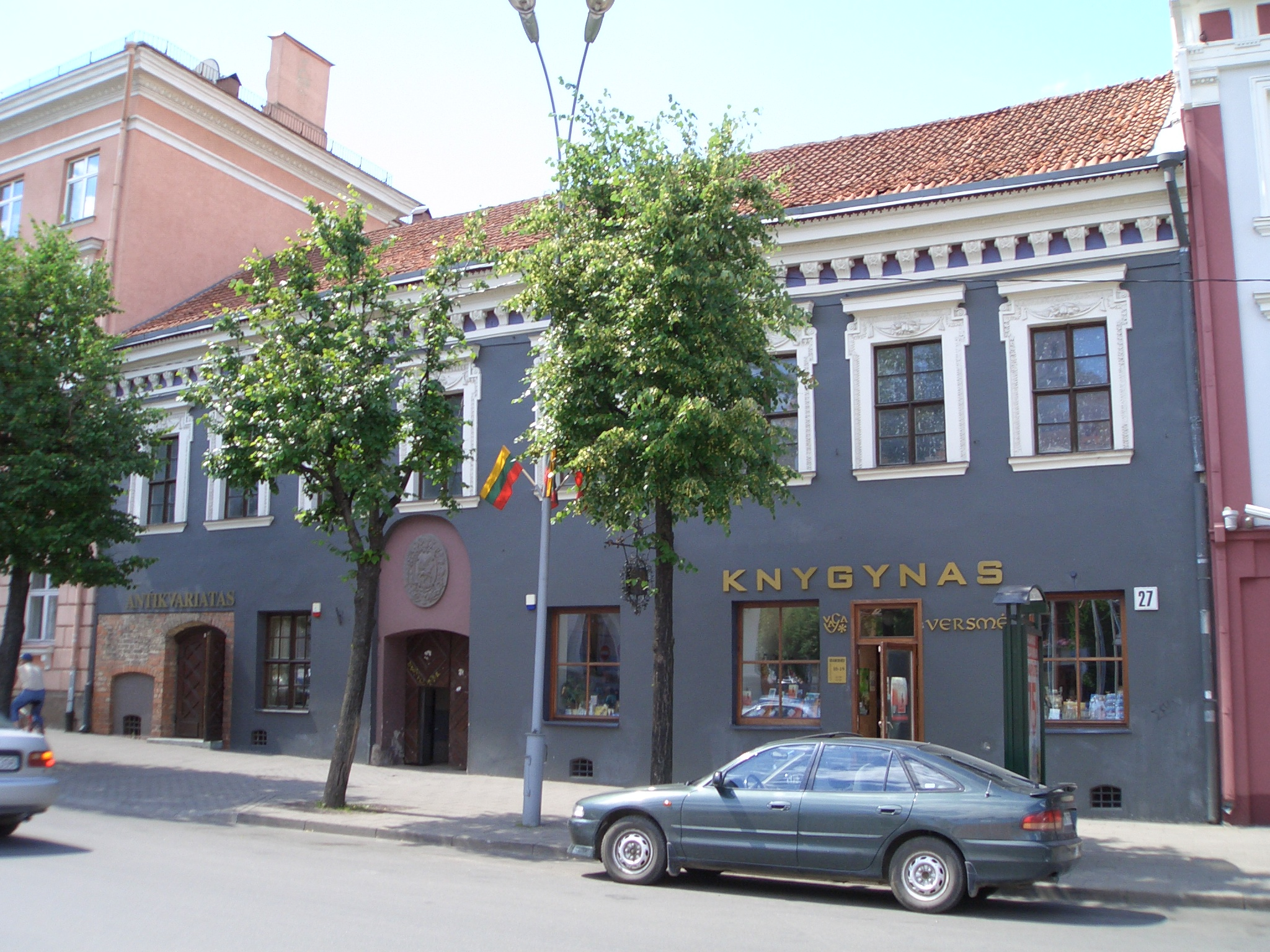
Librairie du centre de Vilnius

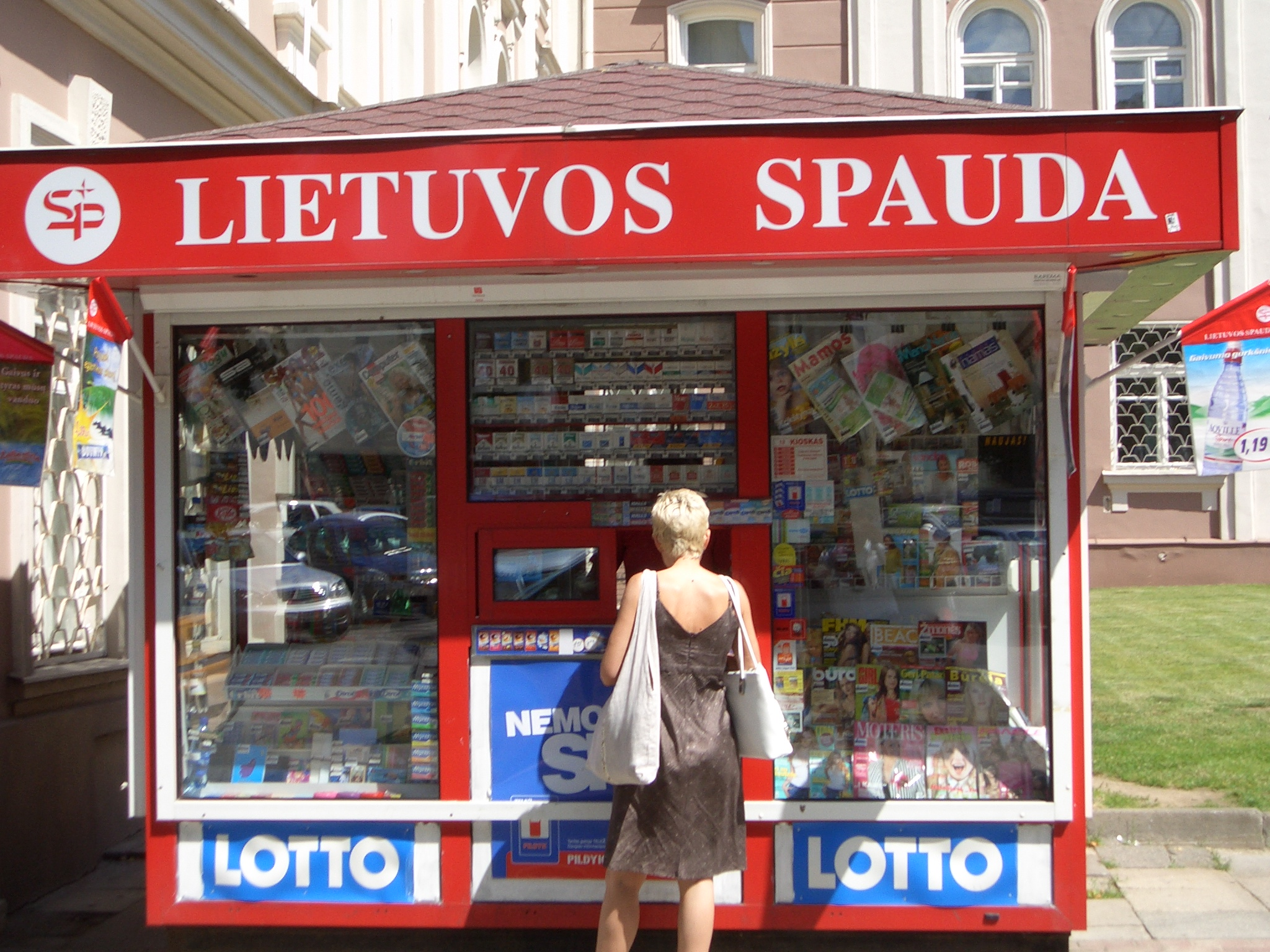
Un kiosque à journaux à Vilnius

Vilnius est une ville cosmopolite à l’architecture très variée. La ville compte 65 églises. Comme la plupart des villes médiévales, elle est construite autour de son hôtel de ville. L’artère principale, la rue Pilies, le relie au Palais Royal. Les autres rues serpentent entre les palais des ducs féodaux, les grandes propriétés, les églises, les boutiques et les ateliers. Le plan radial de la ville médiévale est parcouru de rues étroites et de cours intérieures. Le centre historique de Vilnius est l’un des plus vastes d’Europe, avec une superficie de 3,6 km2. Les édifices historiques les plus remarquables y sont concentrés. Les bâtiments de la vieille ville (ils sont près de 1 500) furent construits au cours des siècles, formant ainsi un mélange de nombreux styles architecturaux. Bien que Vilnius soit connue pour être une ville baroque, on y trouve de magnifiques bâtiments gothiques (comme l’église Sainte-Anne) et Renaissance, entre autres. Ce caractère unique permit à Vilnius d’inscrire sa vieille ville au patrimoine mondial de l’UNESCO en 1994. 1995 vit l’installation dans le quartier de Naujamiestis le premier bronze de Frank Zappa, avec la permission du gouvernement. Cette sculpture symbolise la liberté d’expression et de création nouvellement retrouvée, et marque le début d’une nouvelle ère pour la société lituanienne.
Le château de Vilnius, vaste complexe défensif, culturel et religieux qui inclut la Tour Gediminas, la place de la cathédrale, le palais des Grands Ducs de Lituanie et les ruines de plusieurs forts, fait partie du Musée National de Lituanie. La plus large collection d’art du pays se trouve au Musée d’Art de Lituanie. La Maison des Signataires, où la déclaration d’indépendance de la Lituanie fut signée en 1918, est un important marqueur historique. Le musée des victimes du génocide est dédié aux victimes de l’ère soviétique. De l’autre côté de la Néris, à la galerie nationale d’art, se tient une exposition permanente sur l’art lituanien du XXe siècle, ainsi que plusieurs expositions d’art moderne.
La bibliothèque nationale Martynas Mazydas, nommée en hommage à l’auteur du premier livre imprimée en langue lituanienne, regroupe 6 912 266 ouvrages. La plus grande foire au livre des pays baltes se tient à Vilnius, au Litexpo, le plus grand centre d’exposition de la région.
Le 10 novembre 2007, le Centre d’Arts Visuels Jonas Mekas est inauguré par le réalisateur d’Avant-garde Jonas Mekas. La première exposition s'intitule The Avant-Garde: From Futurism to Fluxus. Un projet de construction du Musée Guggenheim-Hermitage, dessiné par Zaha Hadid, est à l’étude. Ce musée abriterait des expositions présentant des œuvres du musée de l'Ermitage de Saint-Pétersbourg et du Guggenheim, ainsi que des œuvres cinématographiques avant-gardistes, une bibliothèque, un musée de la culture juive de Lituanie, et des collections de travaux de Jonas Mekas et Jurgis Maciunas.
Le quartier d’Užupis, près de la vieille ville et l’un des quartiers les plus délaissés de l’ère soviétique, abrite un mouvement d’artistes bohèmes qui possèdent de nombreuses galeries d’arts et ateliers. Užupis s’est déclarée république indépendante le 1er avril 1997. Sur sa place centrale, la statue d’un ange jouant de la trompette symbolise la liberté artistique.

## Religion

### Judaïsme
Autrefois connue comme Yerushalayim De Lita (la Jérusalem de Lituanie), Vilnius fut, à partir du XVIIIe siècle, un centre mondial d’étude de la Torah, et accueillait une importante population juive (près de 40 % de la population de la ville en 1897). Le Rabbin Eliyahu Kremer, fameux érudit du judaïsme et de la kabbale, plus connu comme le Gaon de Vilna, était installé à Vilnius. Ces étudiants eurent une influence importante sur les Juifs orthodoxes d’Israël et du monde entier. La communauté juive de la ville fut détruite par l’Holocauste, et une stèle dédiée aux victimes du génocide nazi se trouve au centre de l’ancien Ghetto de Vilnius (Mesiniu g.). On a aussi détruit la Grande synagogue de Vilna et deux cimetières juifs de Vilnius (en). Le Musée Juif Gaon de Vilnius, dont la Maison verte) est consacré à l’histoire de Juifs de Lituanie.
Les Karaïtes forment une secte juive immigrée en Lituanie depuis la Crimée au XIVe siècle pour servir d’unité militaire d’élite. Bien que leur nombre soit très restreint, les Karaïtes gagnent en importance depuis l’indépendance du pays, et ont restauré leur Kenesa.

### Christianisme

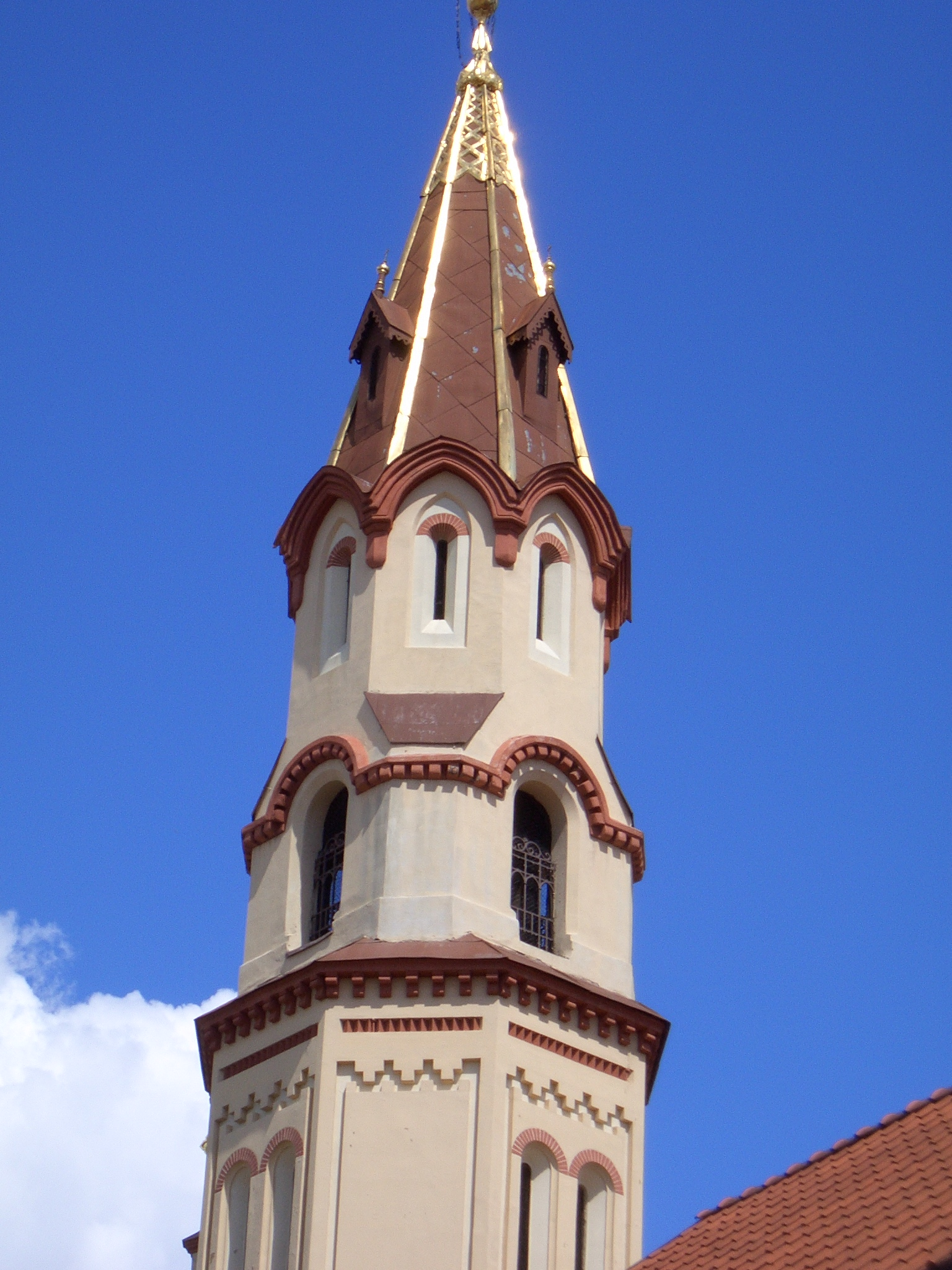
Clocher de l'église Saint-Nicolas, Vilnius

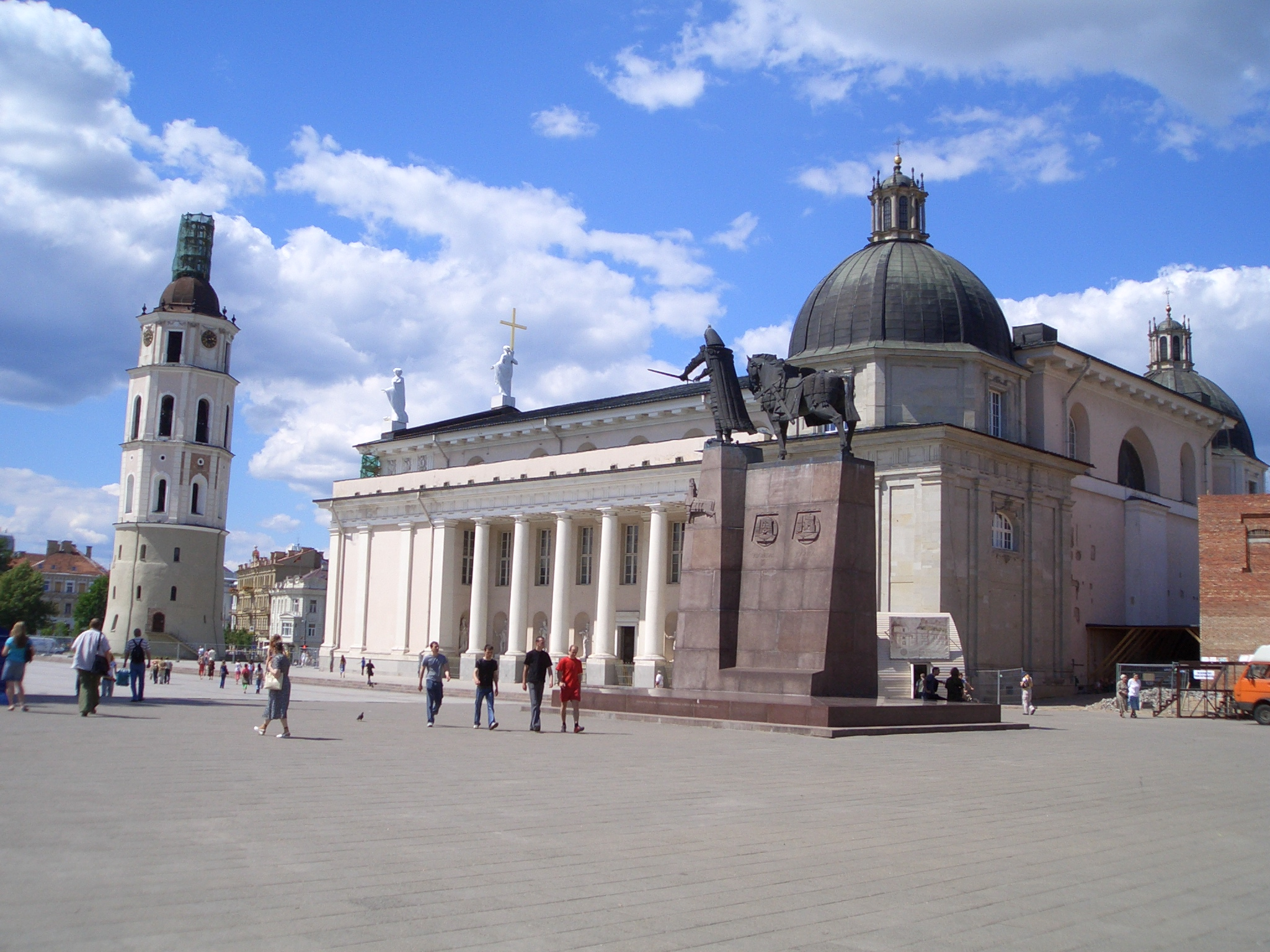
La Place de la Cathédrale

Vilnius est le siège de l'archidiocèse catholique de Vilnius ; les principaux établissements religieux et la cathédrale y sont situés. La ville compte nombre d’autres églises catholiques actives, ainsi que de petits monastères et des écoles religieuses. Leur architecture peut être gothique, Renaissance, baroque, ou néoclassique, styles dont de flamboyants exemples se trouvent au centre historique de la ville.
En plus du rite catholique romain, le catholicisme de rite oriental a maintenu sa présence à Vilnius depuis l'Union de Brest. La porte Basilienne, baroque, s’y rattache.
Depuis le XIIe ou le XIIIe siècle, Vilnius accueille une présence orthodoxe. Un important monastère russe orthodoxe, nommé par la suite monastère du Saint-Esprit, se trouve près de la Porte de l'Aurore.
L'église orthodoxe Saint Paraskevi, située dans la vieille ville, fut le site du baptême d’Hannibal, arrière-grand-père d'Alexandre Pouchkine, par le Tsar Pierre le Grand en 1705. Beaucoup de vieux-ritualistes, après avoir quitté l’Église orthodoxe russe, se sont installés en Lituanie. L'église Saint-Michel-et-Saint-Constantin fut construite en 1913 et, aujourd'hui, leur Conseil suprême est basé à Vilnius.
Des églises protestantes et de différentes confessions chrétiennes sont présentes dans la ville, notamment des églises luthériennes et des églises baptistes.

### Paganisme
La religion pré-chrétienne de Lituanie, centrée autour des forces de la nature personnifiées par des divinités telles que Perkūnas (le Dieu du tonnerre), connaît un regain d’intérêt. Romuva, l’église païenne de Lituanie, s’est établie à Vilnius en 1991. L'autre forme connue du néopaganisme slave ou néopaganisme balte (en) en Lituanie est Druwi.

## Économie
Vilnius est le cœur économique de la Lituanie et le plus large centre financier des États baltes. N’abritant que 15 % de la population du pays, la ville produit pourtant 40 % de son PIB. Le PIB nominal par tête y est de 24 456 $, et de 35 175 $ PPP, ce qui fait de Vilnius la ville la plus riche d’Europe de l’Est.
La ville contribua au budget national à hauteur de 10 015 milliards Lt en 2008, soit environ 37 % de la contribution nationale.
Vilnius devient un centre manufacturier pour les technologies photovoltaïques et renouvelables (Arginte, Pricizika, Baltic Solar), lasers high-tech (Ekspla, Eksma), les biotechnologies (Fermentas, ThermoFischer, Sico Biotech), qui trouvent des débouchés sur le marché mondial. En 2009, Barkleys Technology y ouvrit l’un de ses quatre centres stratégiques du monde. Elle produit de l'énergie à la centrale énergétique Vilnius-3.
De plus, Vilnius concentre la plupart des infrastructures éducatives, universitaires sociales du pays, attirant les 2/3 des industries créatives lituaniennes. Ces conditions permettent à Vilnius de croître au rythme le plus élevé des villes baltes.

## Curiosités

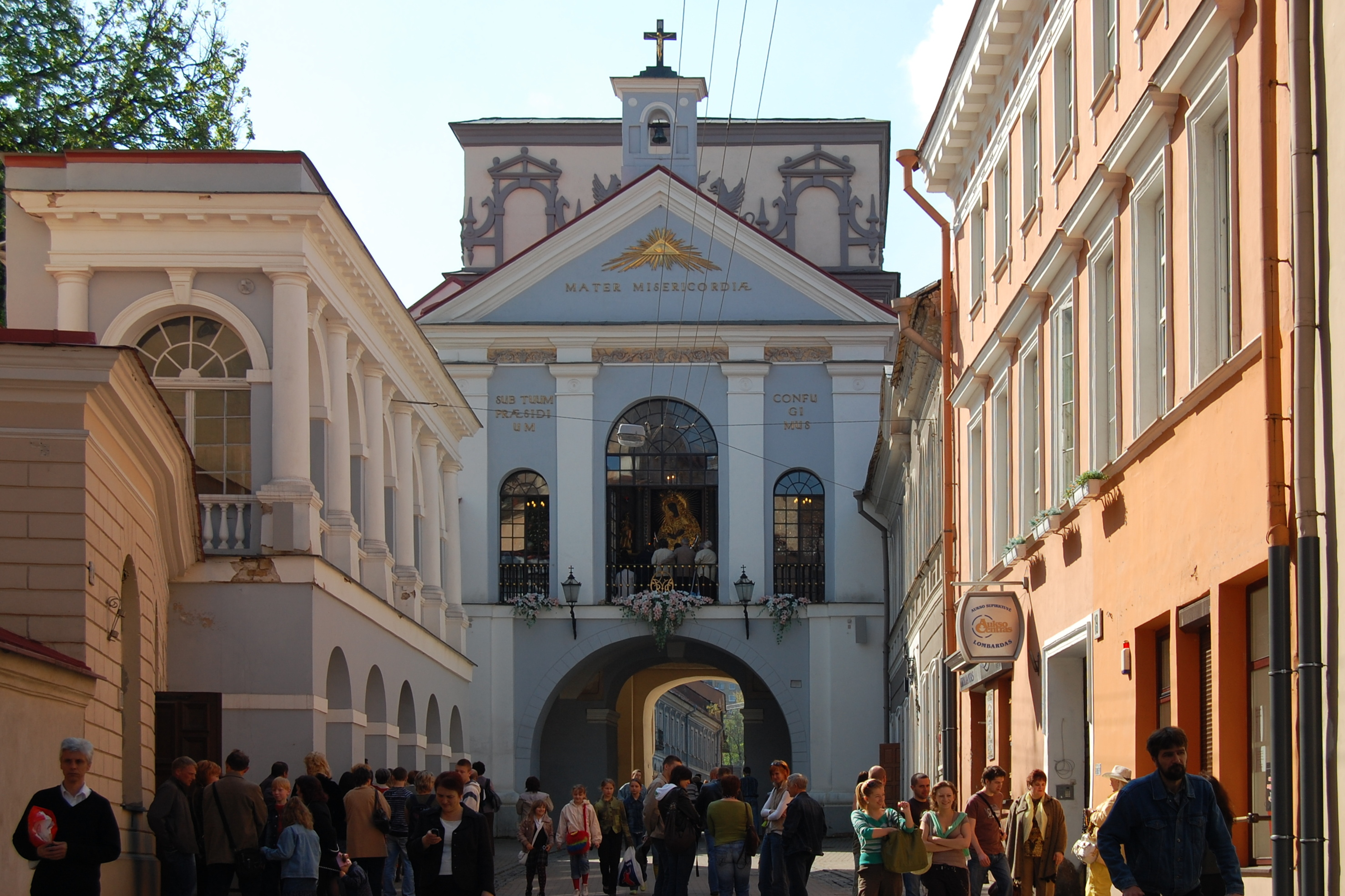
La porte de l'Aurore.

Les symboles de la ville sont les ruines du château de Gediminas, datant des XIVe et XVe siècles, sur la colline du même nom, et à leurs pieds la cathédrale catholique de Saint-Stanislas de style classique dont le clocher se dresse un peu à l'écart.
En partant de la colline du château dans les directions ouest et sud, le réseau routier de la vieille ville de Vilnius dessine une structure en éventail. La vieille ville, qui s'étire vers le haut sur les pentes de la rive gauche de la Neris, couvre une superficie de 360 hectares et compte parmi les villes les plus grandes et les mieux conservées d'Europe. Depuis 1994, elle fait partie du Patrimoine mondial de l'UNESCO. Beaucoup de styles architecturaux y ont laissé leurs traces, surtout le baroque, mais aussi les styles gothique et Renaissance. Remarquables sont l'église Sainte-Anne (Šv. Onos), un bâtiment gothique en briques, avec l'église des Bernardins, elle aussi gothique, et les bâtiments baroques de l'université avec l'église Saint-Jean-Baptiste-et-Saint-Jean-l'Évangéliste (Šv. Jono).
On connaît bien également l'église baroque Saint-Casimir (Šv. Kazimiero), consacrée au saint national, et la Porte de l'Aurore (Aušros vartai), lieu de pèlerinage marial important dans l'histoire de la Pologne et de la Lituanie. L'ancien hôtel de ville enfin a été, comme la cathédrale, bâti en style classique. Une des rares églises anciennes en dehors de la vieille ville est celle fondée par le Grand Hetman de Lituanie Michał Kazimierz Pac, l'église Saint-Pierre-et-Saint-Paul (Šv. Petro ir Povilo), chef-d’œuvre du baroque. Cette église, comme également l'icône de la Vierge miraculeuse de la « Porte de l'Aurore », est un lieu de pèlerinage important, surtout pour les catholiques polonais. Sur les 105 synagogues que l'on trouvait jadis à Vilnius, une seule, la synagogue chorale, subsiste. Intéressant également est, au-dessus de la vieille ville, le cimetière Rasų, où sont enterrées bon nombre de personnalités lituaniennes et polonaises (Józef Piłsudski), ainsi que le marché central de la rive nord de la Neris.
Évoquant le romantisme et la petite ville, le quartier Užupis (en français : « derrière le fleuve ») s'étend sur la rive droite de la rivière Vilnele. Depuis le début des années 1990, ce coin ignoré et à l'abandon est devenu un quartier des artistes (près de l'Académie des Beaux-Arts « Dailės akademija »), et c'est désormais une adresse élégante. Vilnius est dans son ensemble une ville qui possède un certain aspect de métropole mais avec beaucoup de verdure qui va jusqu'au centre.
Vilnius est la seule capitale des trois États baltes ayant une devise officielle : Unitas, Justitia, Spes (latin : « Unité, Justice, Espérance »).

## Parcs, places et espaces verts
Près de la moitié de la ville est couverte d’espaces verts : parcs, jardins publics ou réserves naturelles. De plus, Vilnius abrite de nombreux lacs, où habitants et touristes se baignent et pique-niquent pendant l’été. 30 lacs et 16 rivières couvrent 2,1 % de la superficie de la ville, dont certains bordés de plages de sable.

### Parcs
Kalnų parkas (en) (littéralement : parc de la montagne), le plus grand parc de la ville, est un point de rassemblement majeur pour l’indépendance de la Lituanie dans les années 1980. Des concerts, des festivals et des expositions se tiennent au jardin Bernardinai, près de la tour Gediminas.
Le 20 octobre 2013, le jardin Bernardinai, anciennement Sereiskes parkas, rouvre après rénovation. Le style fin-XIXe de l’artiste Vladislovas Strauss est réhabilité, avec son square central, ses quatre fontaines et son alpinarium. De plus, le parc dispose d’une fontaine musicale, d’un carrousel, d’aires de jeux pour enfants et de 400 bancs. Des expositions botaniques et monastiques y sont proposées et le parc déploie une richesse botanique impressionnante : 300 rhododendrons, 900 lys, 300 forsythias, 100 rosiers de chiens, 620 ifs, 1 400 buis et 160 pins des montagnes.
Le marathon annuel de la ville emprunte certaines des voies piétonnes et longe les rives de la Néris. Le parc bordant le Pont Blanc attire beaucoup de monde une fois les beaux jours arrivés, et des événements musicaux ainsi que des projections sur grand écran (comme pour la Coupe du monde de football de 2014) s’y tiennent.

### Places et squares

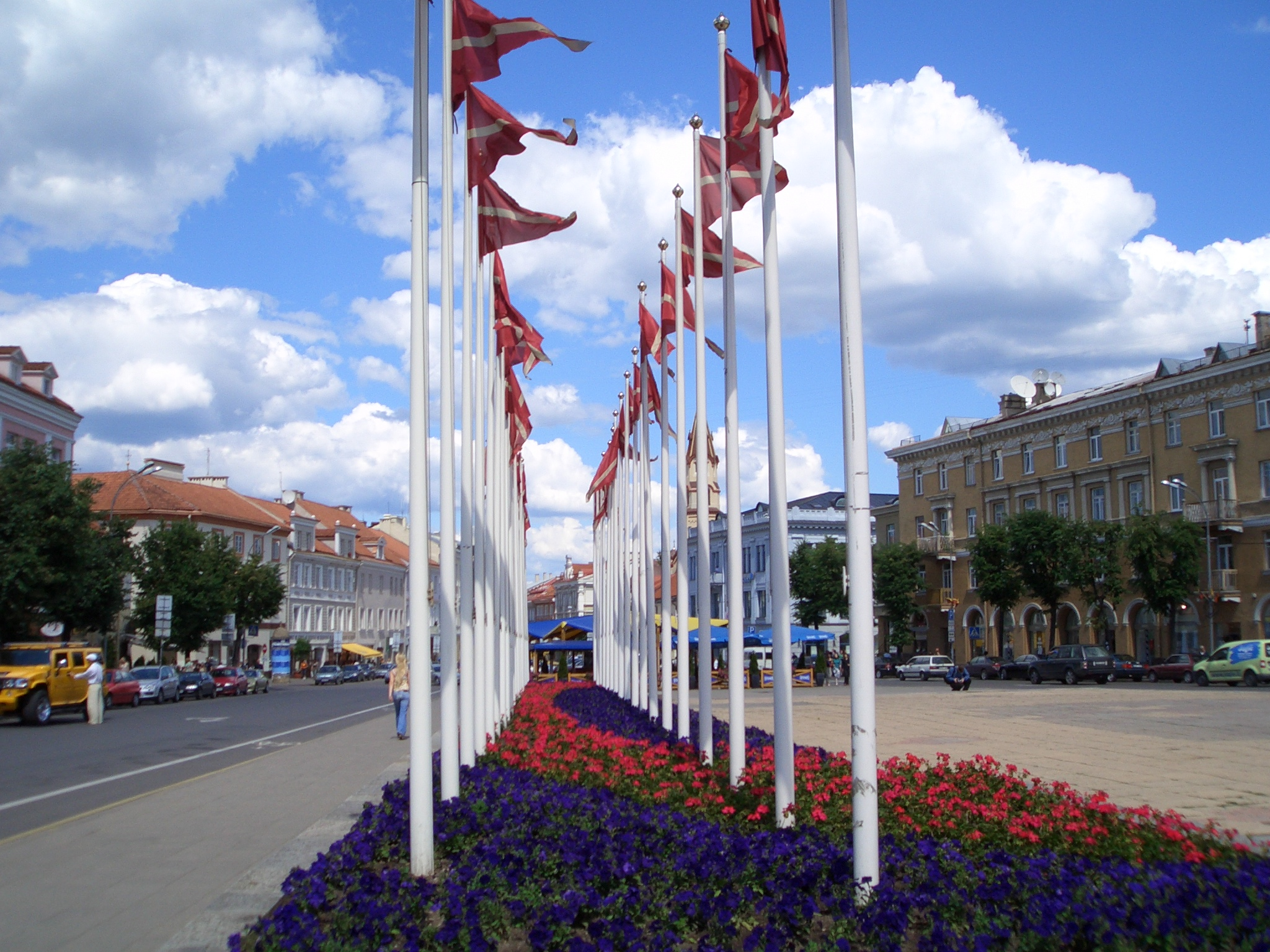
Parterres de fleurs et drapeaux

La place de la Cathédrale, dans la vieille ville, est entourée des sites historiques les plus importants de Vilnius. Le Square Lukiskes est le plus grand (4 hectares) et ceint de nombreux édifices gouvernementaux : le ministère des affaires étrangères, le ministère des finances, l’ambassade de Pologne, et l’ancien centre de détention du KGB, devenu le musée des victimes du génocide, où des nombreux opposants au régime soviétique furent torturés et assassinés. Une imposante statue de Lénine y trônait en son centre mais fut enlevée dès 1991.
La place de l’Hôtel de Ville accueille depuis longtemps les foires, les marchés, les célébrations et les événements de la ville, dont la foire Kaziukas. C’est là que se trouve le sapin de Noël de la ville pendant l’hiver. Les cérémonies d’État se déroulent souvent au Square Daukantas, qui fait face au Palais Présidentiel.
Le cimetière Rasos, consacré en 1801, accueille la tombe de Jonas Basanavčius ainsi que celles d’autres signataires de l’acte d’indépendance de 1918, mais aussi le cœur du maréchal polonais Piłsudski.
Deux des trois cimetières juifs de Vilnius furent détruits à l’époque soviétique, et les restes du Gaon de Vilna furent déplacés dans le dernier. Un monument trône désormais où se trouvaient le cimetière juif d’Uzupis.
Le cimetière Bernardine accueillait près de 18 000 tombes avant d’être fermé en 1970 ; il est aujourd’hui restauré. Le cimetière Antakalnis, érigé en 1809, contient plusieurs mémoriaux en l’honneur de soldats polonais, lituaniens, allemands et russes, de même que les dépouilles des victimes des événements de janvier.

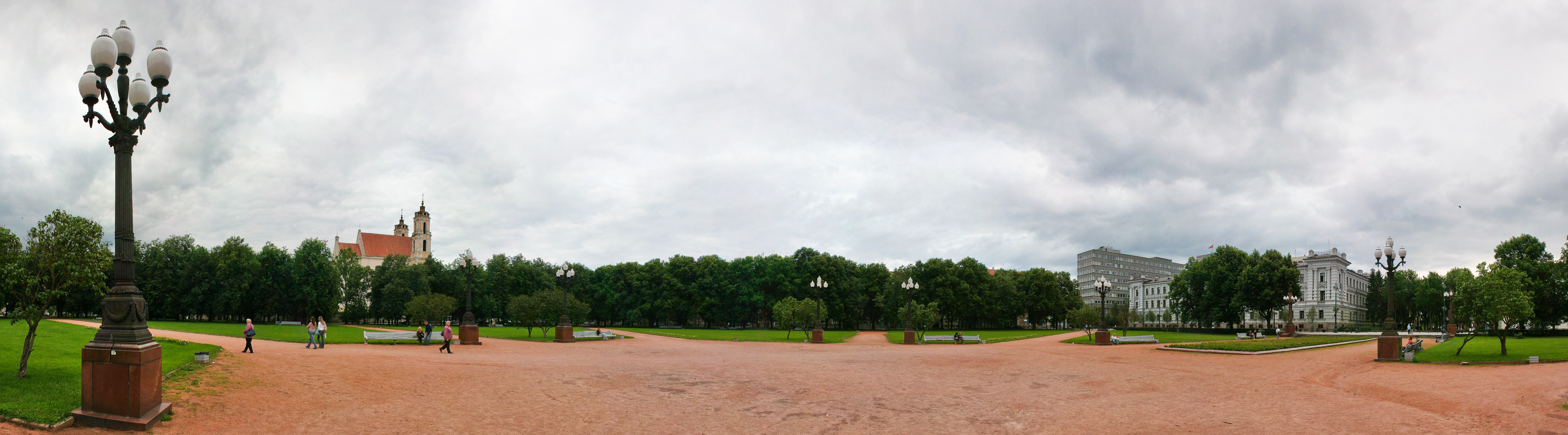
Vue panoramique du square Lukiškės. Durant l'ère soviétique, une statue de Lénine fut construite au milieu en 1953, lui donnant son nom (square Lénine), avant d'être retirée en 1991 après la restauration d'indépendance de la Lituanie.

## Environs de Vilnius
Une curiosité récente est la tour de télévision, de 326 m de haut avec une plate-forme panoramique haute de 190 m.
À environ 30 km à l'ouest de Vilnius, Trakai, la capitale médiévale de la Lituanie, avec sa Wasserburg reconstruite.
Au nord de Vilnius, dans le village de Purnuškės, se trouve le parc de l'Europe. C'est là que se trouverait le centre géographique de l'Europe (en lituanien Europos centras). Ce calcul, effectué par des scientifiques français en 1989, est du reste contesté car il faut tenir compte des îles. D'autres géodésistes placent ce point central en Ukraine, près de la frontière avec la Slovaquie ; en fait il n'existe pas de méthodologie incontestable pour déterminer un tel point.

## Enseignement secondaire international
- Lycée international français de Vilnius (en)
- Vilnius International Meridian School (VIMS)
- Vilnius International School (en) (VIS)
- The American International School of Vilnius (AISV)

## Les universités et les établissements d'enseignement supérieur

### Université de Vilnius
L'Université de Vilnius (Vilniaus universitetas, VU), fondée en 1579, est l'une des plus anciennes universités d'Europe de l'Est et des pays baltes (postérieure de deux siècles à celle de Cracovie ; la plus ancienne université en Europe centrale est quant à elle l'université Charles de Prague). Avec 23 000 étudiants, c'est aussi la plus grande de la ville. L’Université est reconnue pour son niveau d’enseignement élevé, et prend part à des projets avec l’Unesco et l’Otan, entre autres. L’université dispense plusieurs diplômes en anglais et des programmes délivrés en coopération avec d’autres universités européennes. L’université est divisée en 14 facultés, 5 instituts et 4 centres d’études et de recherches.

### Université européenne des sciences humaines
En juin 2005, l'Université européenne des sciences humaines de Biélorussie (qui avait été fermée en 2004 pour des raisons politiques) s'est réfugiée à Vilnius où elle se considère comme provisoirement en exil. C'est une université privée qui propose des études sur l'Europe, les langues et les sciences politiques.

### Autres établissements
Les autres établissements majeurs de la ville sont l’Université Mykolas Romeris (19 000 étudiants) et l’Université technique Gediminas (13 500 étudiants). Les établissements d’études supérieures spécialisés comprennent l’Académie militaire de Lituanie Général Jonas Zemaitis et l’Académie lituanienne de musique et de théâtre. L’académie des Beaux-arts de Vilnius est associée à un musée possédant près de 12 000 œuvres.
L’université d’économie et de gestion et autres établissements privés offrent aussi des diplômes supérieurs dans divers domaines.

## Musées
En juin 2008, le gouvernement lituanien a officiellement approuvé le projet de création du musée Guggenheim Hermitage à Vilnius en collaboration avec la Fondation Solomon R. Guggenheim et le Musée de l'Ermitage. Le bâtiment sera construit sur les plans de l'architecte Zaha Hadid. Son ouverture est programmée pour 2013. Le projet est abandonné en 2010.
- Liste de musées en Lituanie
- Musées à Vilnius[42]
- Europos Parkas

## Théâtres
Il y a plusieurs théâtres à Vilnius, dont le
- Théâtre national d'art dramatique de Lituanie,
- Théâtre national de l'opéra et du ballet de Lituanie
- Théâtre polonais de Vilnius,
- Théâtre dramatique russe de Lituanie,
- Théâtre Domino,
- Petit théâtre d'État de Vilnius,
- Théâtre de la Jeunesse,
- MENŲ SPAUSTUVĖ (Imprimerie des Arts),
- Théâtre des Originaux Keistuoliai,
- Vilnius Chamber Theater
- Théâtre de danse de l'École Nationale des Arts M. K. Ciurlonis

## Transports
La ville dispose de l'aéroport international de Vilnius.

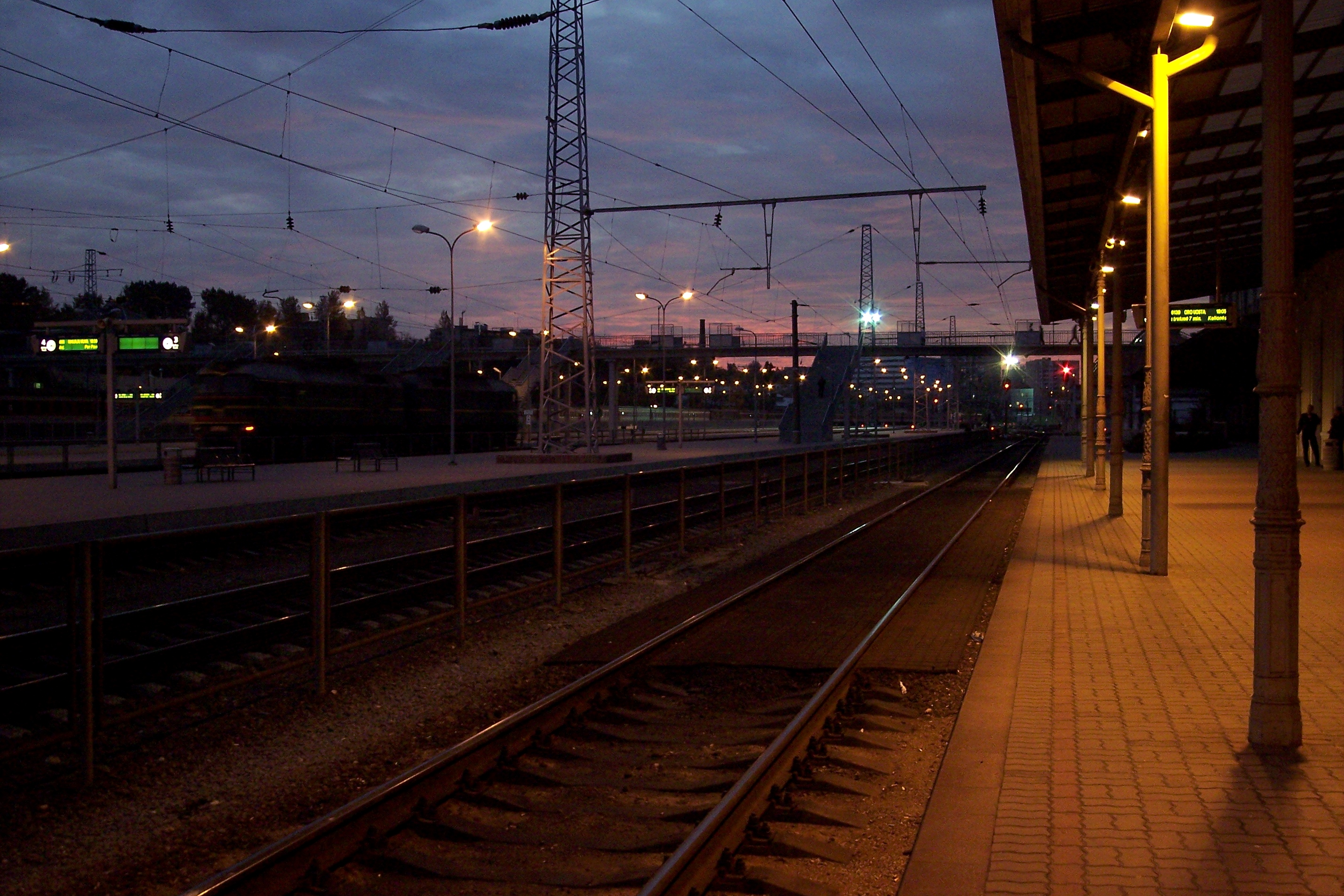
Gare de Vilnius.

Vilnius dispose d’un réseau de transport urbain très complet et efficace : 70 % des travailleurs de la ville se rendent à leur lieu de travail en bus, trolleybus, vélo ou à pied, l’une des statistiques les plus fortes d’Europe dans ce domaine. Plusieurs gares en ville la Gare de Vilnius, la gare de Naujoji Vilnia, la gare de l'aéroport de Vilnius et deux gares de marchandises gare de Paneriai et gare de Vaidotai.
Vilniaus Viesasis Transportas est chargé du réseau de bus et de trolleybus : plus de 60 lignes de bus et 22 lignes de trolleybus, ce qui en fait le réseau le plus important d’Europe. Chaque jour, 500 000 travailleurs voyagent dans 250 bus et 260 trolleybus. Les étudiants, les retraités et les handicapés ont de réductions de 80 % sur leurs tickets et abonnements. Les premières lignes de bus furent introduites en 1926, les premières lignes de trolleybus en 1956.
Fin 2007, un nouveau système de ticket électronique est introduit. Une fois achetée, cette carte peut être recréditée, y compris via Internet. Les tickets papiers disparaissent en 2008. En août 2012, ces cartes électroniques sont remplacées par la carte officielle de la municipalité de Vilnius : Vilniečio Kortelė. En 2014, l’application m.Ticket Vilnius permet aux usagers de régler et valider leurs titres de transport depuis leur tablettes ou leur smartphones, mais aussi de consulter les horaires, les itinéraires, et apprécier la qualité de chaque voyage.
Enfin, il existe un projet de Métro de Vilnius.
Le système de transport urbain est fourni par Volvo et Mercedes Benz pour les bus, et Solaris pour les trolleybus. Beaucoup de véhicules Skoda, importés de Tchécoslovaquie sous l’ère soviétique sont encore en service, et beaucoup ont vu leur intérieur entièrement rénové.
Le réseau public est complété par des compagnies privées, dont les tarifs et les itinéraires sont similaires. De plus, il existe environ 400 taxis partagés, plus rapides mais plus chers que les bus. Un tram électrique (Vilnius Team Project) fut proposé dans les années 2000, et les travaux préliminaires de recherche de financement et de conception commencèrent en 2014.
Vilnius a été la première ville européenne à lancer un système de « rent and share » de vélos électriques. En 2013, celui-ci est complété par un système plus classique de « rent and share » de vélos. En 2014, de nouvelles stations et de nouvelles bicyclettes sont ajoutées.
La municipalité a également lancé son propre service de taxis.
En 2014, Vilnius a été choisie par la firme américaine IBM pour participer à son concours « Smartier cities challenge » et concourir au titre de leader en smart innovations avec des villes comme Durban, Bruxelles ou Perth. À ce titre, la ville reçoit l’équivalent de 500 000 $ de services de conseil de la part de la firme. Il en est résulté un plan d’action pour améliorer encore l’efficacité du réseau urbain de transport.

## Sport
- FK Žalgiris club de football.

De nombreuses équipes sont basées à Vilnius. Le plus gros club de basket-ball, premier sport de Lituanie, évoluant en Euroleague et Eurocup, le BC Rytas, et titré plusieurs fois au niveau européen (2006, 2009) en fait notamment partie. Ses matchs à domicile sont disputés au Jeep Arena, doté de 1 700 places, mais les matches importants et de portée régionale ou européenne sont joués à la Twinsbet Arena, d’une capacité de 11 000 places. Cette arène a notamment accueilli les rencontres majeures de l'Euro-Basket 2011. Depuis 2022, Vilnius possède une deuxième équipe basée dans la ville, le BC Wolves Twinsbet.
La municipalité a développé le programme Sveikas Miestas pour promouvoir l'activité physique et la notion de « healthy city ». De nombreuses activités gratuites de plein-air, tel que de la marche nordique, du ping-pong, du fitness ou encore du tai-chi-chuan sont ainsi proposées de façon très régulière aux habitants de la ville. Qui plus est, la ville dispose de nombreuses infrastructures libres d’accès.
Vilnius abrite les fédérations lituaniennes de bandy, badminton, canoë, baseball, biathlon, football, escrime, cyclisme, tir à l’arc, athlétisme, hockey, basketball, curling, aviron, lutte, patinage de vitesse, gymnastique, équitation, pentathlon, tir, tennis, volley-ball, triathlon, tennis, taekwondo, haltérophilie, ski, rugby, tennis de table et natation.

## Jumelages

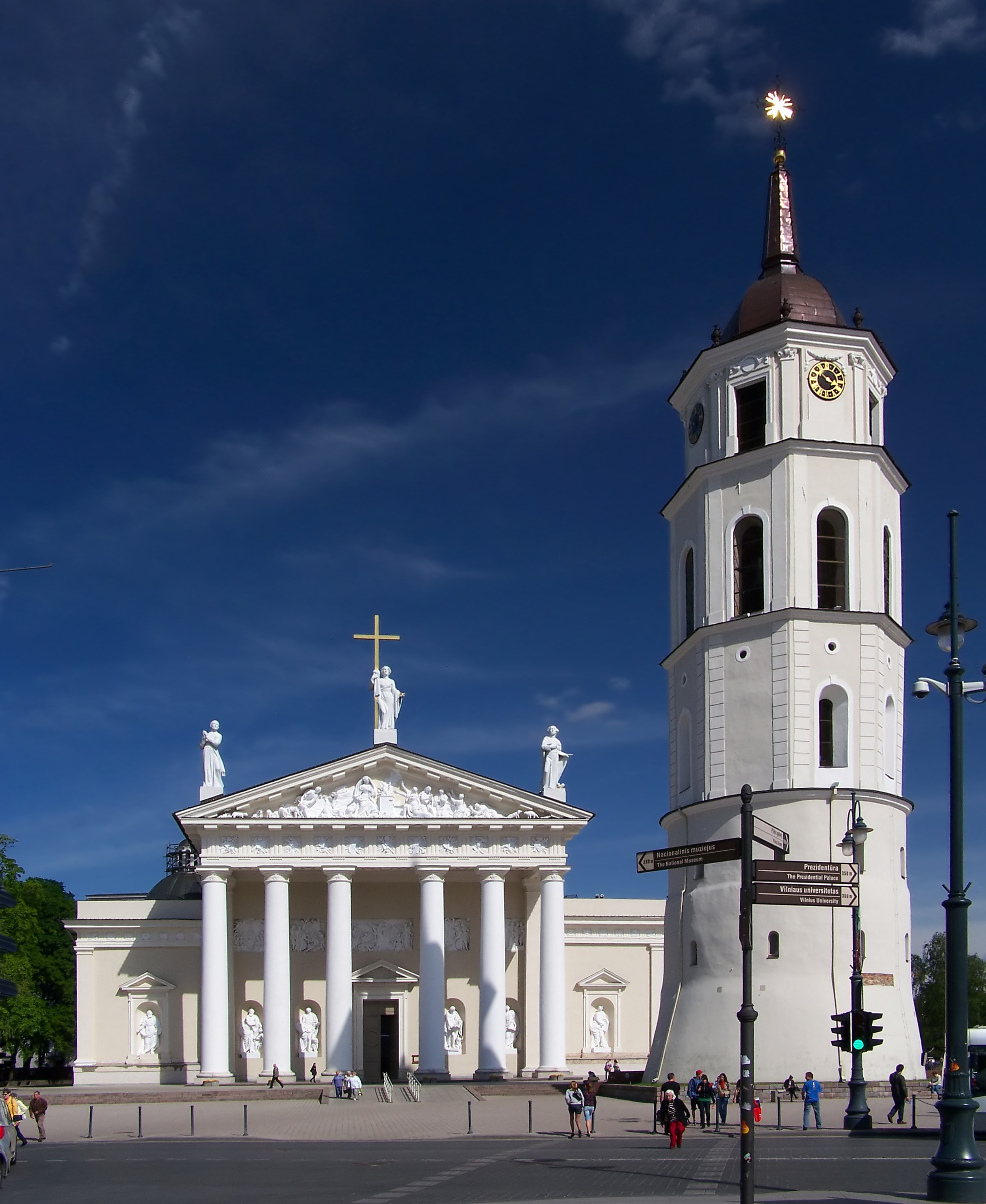
Cathédrale de Vilnius.

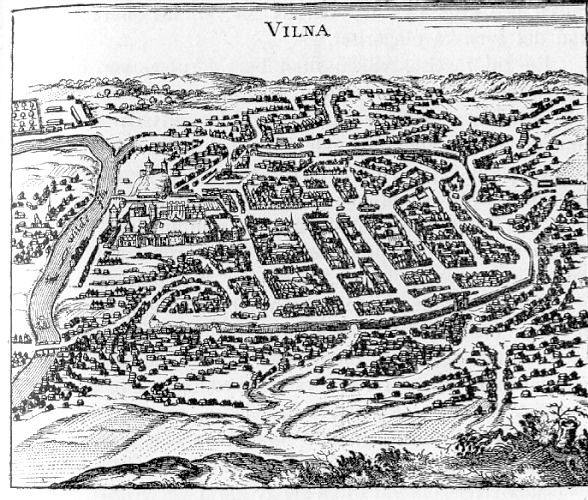
Gravure, Vilnius au XVIIe siècle.

| Ville | Ville                     | Pays | Pays                         | Période                     |
| ----- | ------------------------- | ---- | ---------------------------- | --------------------------- |
|       | Aalborg,                  |      | Danemark                     | depuis 1979                 |
|       | Almaty,                   |      | Kazakhstan                   | depuis le 3 mars 1998       |
|       | Astana                    |      | Kazakhstan                   |                             |
|       | Belgrade                  |      | Serbie                       | depuis le 30 septembre 2010 |
|       | Bila Tserkva,             |      | Ukraine                      | depuis le 13 septembre 2011 |
|       | Borodianka                |      | Ukraine                      | depuis le 22 mars 2023      |
|       | Bratislava                |      | Slovaquie                    |                             |
|       | Bruxelles,                |      | Belgique                     | depuis le 23 novembre 2004  |
|       | Budapest,                 |      | Hongrie                      | depuis le 29 juin 1991      |
|       | Canton,                   |      | Chine                        | depuis le 12 octobre 2006   |
|       | Chicago,                  |      | États-Unis                   | depuis le 21 juillet 1993   |
|       | Chișinău,                 |      | Moldavie                     | depuis le 4 avril 2012      |
|       | Cracovie,                 |      | Pologne                      | depuis le 8 février 1991    |
|       | Dnipro,                   |      | Ukraine                      | depuis le 29 septembre 1998 |
|       | Donetsk,                  |      | Ukraine                      | depuis le 26 novembre 1996  |
|       | Dublin                    |      | Irlande                      | depuis le 7 avril 2005      |
|       | Duisbourg,                |      | Allemagne                    | depuis le 10 octobre 1985   |
|       | Erfurt,                   |      | Allemagne                    | depuis le 11 avril 1972     |
|       | Gdańsk,                   |      | Pologne                      | depuis le 27 août 1998      |
|       | Istanbul                  |      | Turquie                      |                             |
|       | Joensuu,                  |      | Finlande                     | depuis le 21 juillet 1970   |
|       | Kaliningrad,              |      | Russie                       | 2000-2022                   |
|       | Kherson                   |      | Ukraine                      | depuis le 4 avril 2012      |
|       | Kiev,                     |      | Ukraine                      | depuis le 20 juin 1991      |
|       | La Valette                |      | Malte                        |                             |
|       | Le Pirée                  |      | Grèce                        | depuis 1997                 |
|       | Ljubljana                 |      | Slovénie                     |                             |
|       | Lublin,                   |      | Pologne                      | depuis le 4 février 2019    |
|       | Lviv,                     |      | Ukraine                      | depuis le 7 mars 2014       |
|       | Madison,                  |      | États-Unis                   | depuis le 17 octobre 1989   |
|       | Marioupol                 |      | Ukraine                      | depuis 2023                 |
|       | Milan                     |      | Italie                       | depuis le 14 mars 2004      |
|       | Minsk                     |      | Biélorussie                  |                             |
|       | Moscou                    |      | Russie                       | jusqu'en 2022               |
|       | Nicosie                   |      | Chypre                       |                             |
|       | Nijni Novgorod            |      | Russie                       | jusqu'en 2022               |
|       | Oslo,                     |      | Norvège                      | depuis février 1991         |
|       | Palerme                   |      | Italie                       |                             |
|       | Patras                    |      | Grèce                        |                             |
|       | Pavie,                    |      | Italie                       |                             |
|       | Prague                    |      | Tchéquie                     |                             |
|       | Reykjavik,                |      | Islande                      | depuis le 19 août 2006      |
|       | Riga,                     |      | Lettonie                     | depuis le 18 février 2005   |
|       | Saint-Pétersbourg,        |      | Russie                       | 2006 - 9 mars 2022          |
|       | Salzbourg,                |      | Autriche                     | depuis le 1er février 1991  |
|       | San Martín (Buenos Aires) |      | Argentine                    | depuis le 12 avril 2011     |
|       | Shenzhen,                 |      | Chine                        | depuis le 16 juin 2017      |
|       | Stockholm,                |      | Suède                        | depuis le 10 juin 1996      |
|       | Strasbourg,               |      | France                       | depuis le 14 mai 2003       |
|       | Taipei,                   |      | République de Chine (Taïwan) | depuis le 29 mai 1998       |
|       | Tallinn,                  |      | Estonie                      | depuis le 18 février 2005   |
|       | Tbilissi,                 |      | Géorgie                      | depuis le 19 juin 2009      |
|       | Tirana                    |      | Albanie                      |                             |
|       | Toronto                   |      | Canada                       |                             |
|       | Toruń                     |      | Pologne                      | depuis 2016                 |
|       | Varsovie,                 |      | Pologne                      | depuis le 1er avril 1998    |
|       | Villeurbanne              |      | France                       | depuis le 6 septembre 2011  |
|       | Wrocław,                  |      | Pologne                      | depuis le 4 septembre 2014  |
|       | Édimbourg,                |      | Royaume-Uni                  | depuis 1994                 |
|       | Łódź,                     |      | Pologne                      | depuis le 22 janvier 1991   |

## Personnalités natives de la ville
- Le Gaon de Vilna (1720-1797), rabbin et philosophe
- Antoni Gorecki (1787-1861), écrivain polonais
- César Antonovitch Cui (1835-1918), compositeur russe
- Michał Elwiro Andriolli (1836-1893), artiste polonais
- Tsemak Chabad (en) (1864-1935), médecin juif humaniste et homme politique
- Alexandre Berkman (1870-1936), écrivain et militant anarchiste juif
- Judah Leib Cahan (1881-1937), folkloriste yiddish
- Moshe Shalit (1885-1941), journaliste, essayiste, chercheur, ethnographe, du yiddishland
- Jan Kurnakowicz (1901-1968), acteur de cinéma et de théâtre polonais
- Jascha Heifetz (1901-1987), violoniste juif-russe naturalisé américain
- Clara Rockmore (1911-1998), instrumentiste virtuose
- Romain Gary (1914-1980), écrivain français d'origine juive
- Yitzhak Zuckerman (1915-1981), résistant juif polonais
- Cécile Cerf (1916-1973), cadre, en France, dans le Mouvement de Résistance Francs-tireurs et partisans - Main-d'œuvre immigrée (FTP-MOI) pendant la Seconde Guerre mondiale
- Romuald Twardowski (1930-2024), compositeur polonais
- Ričardas Gavelis (1950-2002), écrivain lituanien
- Artūras Paulauskas (1953-), homme politique lituanien
- Dalia Grybauskaitė (1956-), femme politique lituanienne, présidente de la Lituanie de 2009 à 2019
- Robertas Žulpa (1960-), nageur, champion olympique.
- Lina Kačiušytė (1963-), nageuse, championne olympique.